# Трампизм
Трампи́зм (англ. Trumpism) — термин, обозначающий политическую идеологию, социальные эмоции, стиль управления, политическое движение и набор механизмов для приобретения и удержания контроля над властью, связанных с 45-м и 47-м президентом США Дональдом Трампом и его политической базой. Лиц, проявляющих черты трампизма, в англоязычных источниках обычно обозначают терминами trumpists и trumpians (дословно — «трамписты и трампианцы»), в то время как политические сторонники Трампа известны как trumpers (дословно — «трамперы»).
Точное определение того, что представляет собой трампизм, является спорным и достаточно сложным, чтобы превзойти любую единую систему анализа. Его называют американским политическим вариантом ультраправых, а также национал-популистских и неонационалистических настроений, наблюдаемых во многих странах мира с конца 2010-х до начала 2020-х годов. Хотя сторонники Трампа не ограничены рамками одной партии, они стали значительной частью Республиканской партии США, охарактеризовав остальные политические образования понятием истеблишмент. В то же время некоторые республиканцы присоединились к движению Never Trump, а то и вовсе покинули партию в знак протеста против прихода Трампа к власти.
Некоторые комментаторы отвергают популистское определение трампизма и рассматривают его как часть тенденции к новой форме фашизма, причём одни называют его явно фашистским, а другие — авторитарным и нелиберальным. Третьи более умеренно определяют его как облегчённую специфическую версию фашизма в США. Некоторые историки, в том числе многие из тех, кто причислял движение к новому фашизму, пишут об опасности прямых сравнений с европейскими фашистскими режимами 1930-х годов, утверждая, что, несмотря на наличие параллелей, существуют и важные различия.
Ярлык трампизма применялся к национал-консервативным и национал-популистским движениям в других западных демократиях, и многие политики за пределами США были названы различными информационными агентствами верными союзниками Трампа или трампизма, или даже эквивалентом Трампа в своей стране. Среди них Сильвио Берлускони, Жаир Болсунару, Орасио Картес, Родриго Дутерте, Полин Хэнсон, Реджеп Тайип Эрдоган, Найджел Фараж, Хон Джунпхё, Борис Джонсон, Юсси Халла-ахо, Ярослав Качиньский, Ннамди Кану, Бидзина Иванишвили, Марин Ле Пен, Хавьер Милей, Нарендра Моди, Биньямин Нетаньяху, Виктор Орбан, Владимир Путин, Наджиб Тун Разак, Маттео Сальвини, Алис Вайдель и Герт Вилдерс.

## Популистские практики, настроения и методы
Трампизм начал своё развитие преимущественно во время президентской кампании Дональда Трампа 2016 года. По мнению многих исследователей, он означает популистский политический путь, который предполагает националистический ответ на политические, экономические и социальные проблемы. Эти тенденции отражены в политических предпочтениях, таких как ограничение иммиграции, торговый протекционизм и изоляционизм, а также противодействие реформе системы пособий и льгот. Популизм не руководствуется какой-либо конкретной идеологией. Бывший советник по национальной безопасности Трампа Джон Болтон заявляет, что это верно и в отношении Трампа, оспаривая существование трампизма в каком-либо значимом философском смысле и добавляя, что «этот человек не есть философия, и если люди попытаются провести черту между точками его решений, они потерпят неудачу».

Оливье Ютель (англ. Olivier Jutel) в статье для Routledge Handbook of Populism (2019) утверждает:
Дональд Трамп демонстрирует, что различные варианты правого американского популизма имеют меньше общего с социальным консерватизмом или либертарианской экономикой, нежели с удовольствием. 
Ссылаясь на популизм Трампа, социолог Майкл Киммел утверждает, что это «не теория [или] идеология, а эмоция. И эта эмоция представляет собой праведное негодование тем, что правительство морочит нам голову». Социолог отмечает, что «Трамп — интересный персонаж, потому что передаёт всё то чувство, которое я назвал aggrieved entitlement», — термин, который Киммел определяет как «ощущение того, что те блага, на которые вы считали себя вправе претендовать, были отобраны у вас невидимыми силами, более крупными и могущественными. Вы чувствуете себя наследником великого обещания, американской мечты, которая превратилась в несбыточную фантазию для тех самых людей, которые должны были её унаследовать».

Исследовательница в области коммуникации Зизи Папачарисси объясняет полезность идеологической расплывчатости и использования терминов и лозунгов, которые могут означать всё, что хочет сторонник: 
Эти группы преуспевают в аффективной вовлечённости, потому что нашли эмоциональный крючок, основанный на плавающем означающем, который могут использовать вплоть до бесконечности. Вы, конечно, знаете, что президент Трамп использовал лозунг MAGA, плавающее означающее, которое привлекает людей и будучи открытым позволяет каждому придать своё значение. Таким образом, MAGA работает на соединение разных аудиторий…
Другие авторы Routledge Handbook of Populism отмечают, что популистские лидеры не руководствуются идеологией, а прагматичны и оппортунистичны в отношении тем, идей и убеждений, которые находят сильный отклик у их последователей. Данные экзитполов свидетельствуют о том, что кампания была успешной в мобилизации так называемых бесправных белых — евроамериканских представителей низшего и рабочего классов, которые испытывают растущее социальное неравенство и часто заявляют о своём неприятии американской политической элиты. Таким образом, идеологически трампизм имеет правопопулистский уклон.

### Чувства и эмоции
Историк Питер Гордон предполагает, что Трамп, «отнюдь не являясь нарушением нормы, на самом деле обозначает зарождаемую норму социального порядка», где категории психологического и политического растворились. Объясняя избрание Трампа и его способность поддерживать стабильно высокие рейтинги одобрения среди значительного сегмента избирателей, Эрика Такер в работе Trump and Political Philosophy утверждает, что, хотя все президентские кампании завязаны на сильных эмоциях, Трамп смог распознать, а затем завоевать доверие и лояльность тех, кто, как и он, испытывал особый набор сильных эмоций по поводу предполагаемых изменений в Соединённых Штатах. Она отмечает: 
Политический психолог Дрю Вестен утверждал, что демократы менее успешны в оценке и реагировании на аффективную политику — проблемы, которые вызывают сильные эмоциональные состояния у граждан. 

Исследователь в области коммуникации Майкл Карпини утверждает, что «трампизм — это кульминация тенденций, которые наблюдались на протяжении нескольких десятилетий. То, что мы наблюдаем, есть не что иное, как фундаментальный сдвиг во взаимоотношениях между журналистикой, политикой и демократией». Среди изменений Карпини выделяет «крах предполагаемых и навязанных предыдущим режимом [СМИ] различий между новостями и развлечениями». Исследуя использование Трампом медиа для книги Language in the Trump Era, профессор коммуникации Марко Жакме пишет: 
Это подход, который, как и большая часть остальной идеологии и политической программы Трампа, предполагает (похоже, правильно), что его аудитория больше заботится о шоке и развлекательной ценности при медиапотреблении, чем о чём-либо ещё. 
Эту точку зрению разделяют и другие исследователи в области коммуникации: Плассер и Ульрам в работе 2003 года описывают логику СМИ, которая придаёт особое значение «кастомизации… политическим звёздам… [и] драматизации, основанной на спорте». Оливье Ютель отмечает, что «статус знаменитости Дональда Трампа и его телевизионная риторика побед и поражений идеально соответствует этим ценностям», утверждая, что «Fox News и консервативные личности в лице Раша Лимбо, Гленна Бека и Алекса Джонса не просто представляют новый политический и медийный голос, но воплощают сближение политики и медиа, в которой аффект и удовольствие являются центральными ценностями медиапроизводства». Изучая использование Трампом социальных медиа, социальный антрополог Джессика Джонсон пришла к выводу, что центральную роль здесь играет социальное и эмоциональное удовольствие, написав: 
Вместо того, чтобы находить точные и значимые новости, пользователи Facebook получают аффективное удовольствие от вызывающего привыкания сидения в сети, независимо от того, является ли информация, которой они делятся, фактической. Именно так работает коммуникативный капитализм. 
Оглядываясь на мир до появления социальных медиа, исследователь в области коммуникации Брайан Отт пишет:
Я испытываю ностальгию по миру телевидения, которое, по мнению [Нила] Постмана, сделало американцев «наименее информированными людьми в Западном мире», превратив новости в развлечение. Твиттер же производит самых эгоцентричных людей в истории, рассматривая всё, что человек делает или думает, как нечто важное, заслуживающее внимания. Телевидение, возможно, набрасывалось на журналистику, но Твиттер прикончил её. 
Арли Хокшилд считает, что отношения между сторонниками Трампа и предпочитаемыми ими источниками информации, будь то друзья в социальных медиа или звёзды новостей и комментариев, основаны на доверии, не последнюю роль в котором играет эмоциональная связь. Она ссылается на заключение исследователя медиа Дэниела Крайсса:
Трамп вместе с Fox News дал этим чужакам на собственной земле надежду на то, что они будут восстановлены в их законном месте в центре нации, и обеспечил реальное эмоциональное освобождение от оков политкорректности, которые диктовали им уважать людей с другим цветом кожи, лесбиянок и геев, а также представителей иных конфессий… что личности телеканала разделяют ту же «глубокую историю» политической и общественной жизни, и поэтому зрители учатся у них, «чего бояться, о чём злиться и беспокоиться».
Согласно отчёту Крайсса о консервативных личностях и СМИ, информирование уступило место обеспечению чувства семейной связи, которое «обеспечивает ощущение идентичности, места и принадлежности; эмоциональную, социальную и культурную поддержку и безопасность; даёт начало политическим и социальным привязанностям и убеждениям». Хокшилд приводит пример женщины, которая следующим образом объясняет доверительную семейную связь со знаменитыми личностями (телеканала Fox): «Билл О’Райли похож на стабильного, надёжного отца. Шон Хэннити словно трудный дядя, который слишком быстро приходит в ярость. Мегин Келли — умная сестра. А ещё есть Грета Ван Састерен и Хуан Уильямс, который, будто приёмный, перешёл из слишком левой для него NPR. Они все разные, как в семье».
Исследователь медиа Оливье Ютель обращает внимание на неолиберальную приватизацию и рыночную сегментацию общественного пространства, отмечая, что «аффект занимает центральное место в стратегии бренда Fox, который понимает журналистику не с точки зрения служения рациональному гражданину в публичной сфере, а как способ „налаживания интенсивных отношений со зрителями“ для поддержания доли аудитории на разных платформах». На этом сегментированном рынке Трамп «предлагает себя в качестве эго-идеала индивидуализированной аудитории развлечений, которая объединяется вокруг его медиа-бренда как части своего собственного представления идентичности». Ютель предупреждает, что не только консервативные медиакомпании выигрывают от трансформации новостных СМИ в соответствии с ценностями зрелищности и драматизма реалити-шоу, резюмируя:
Трамп является окончательным продуктом медиатизированной политики, обеспечивая зрелище, которое стимулирует рейтинги и аффективное медиапотребление, будь то в рамках его популистского движения или в качестве либерального сопротивления.
Мнения исследователей по поводу того, какие эмоции важны для последователей, разнятся. Майкл Ричардсон, например, замечает в Journal of Media and Cultural Studies, что «утверждение, усиление и распространение отвращения являются одним из основных аффективных факторов политического успеха Трампа». Он соглашается с Брайаном Оттом насчёт «переплетения влияния Трампа и аудитории социальных медиа», ищущей «аффективного утверждения, подтверждения и усиления. Публикации в социальных медиа о переживаниях толпы накапливаются в виде „архивов чувств“, динамичных по своей природе и утверждающих социальные ценности».
На примере Трампа эксперт по социальному доверию Карен Джонс вслед за философом Аннетт Байер утверждает, что мастерами в искусстве создания доверия и недоверия являются политики-популисты и преступники. С этой точки зрения, не философы-моралисты являются экспертами в различении форм доверия, а представители этого класса профессионалов, которые «демонстрируют мастерское понимание того, как определённые эмоциональные состояния вытесняют доверие и заменяют его недоверием». Джонс считает Трампа образцом представителей этого класса, который признаёт, что страх и презрение являются мощными инструментами, способными переориентировать сети доверия и недоверия в социальных сетях, чтобы изменить то, как потенциальный сторонник «интерпретирует слова, поступки и мотивы других». Она отмечает, что эта тактика используется повсеместно:
Основная стратегия Дональда Трампа, как кандидата, так и президента, заключалась в создании страха и презрения по отношению к некоторым нелегальным мигрантам (среди прочих групп). Данная стратегия манипулирования страхом и презрением приобрела глобальный характер, будучи воспроизведённой с незначительными локальными корректировками в Австралии, Австрии, Великобритании, Венгрии, Италии и Польше.

### Правый авторитарный популизм
Ряд учёных выступил с политически актуальными предупреждениями об авторитаризме Трампа, например, социолог из Йельского университета Филип Горски, который пишет:
Избрание Дональда Трампа представляет, возможно, самую большую угрозу для американской демократии со времён японской атаки на Перл-Харбор. Существует реальная и растущая опасность того, что в ближайшие годы представительное правительство будет медленно, но эффективно вытесняться популистской формой авторитарного правления. Запугивание СМИ, массовая пропаганда, подавление избирателей, «утрамбовка» суда и даже вооружённые военизированные формирования — многие из необходимых и достаточных условий для авторитарной эволюции постепенно становятся на свои места.
Некоторые исследователи рассматривают такую авторитарную обратную реакцию как характерную черту либеральных демократий. Часть даже утверждает, что Трамп является тоталитарным капиталистом, эксплуатирующим «фашистские порывы своих его „рядовых“ сторонников, которые прячутся у всех на виду». Мишель Голдберг, обозревательница The New York Times, сравнивает «дух трампизма» с классическими фашистскими мотивами. Согласно ей, «мобилизующее видение» фашизма представляет «национальное сообщество, которое словно феникс, возродится после периода наступления на него и упадка, который почти разрушил его», что «очень созвучно MAGA» (Make America Great Again). Подобно движению Трампа, фашизм видит «потребность во власти естественных вождей (всегда мужчин), кульминацией которой является национальный лидер, который один способен воплотить историческую судьбу группы». Они верят в «превосходство инстинктов вождя над абстрактным и универсальным разумом».
Консервативный обозреватель Джордж Уилл считает трампизм похожим на фашизм, заявляя, что трампизм — это «настроение, замаскированное под доктрину». Национальное единство основано «на общих внутренних страхах»: для фашистов — это евреи, для Трампа — СМИ (враги народа), элиты и глобалисты. Решения приходят не в результате утомительных «инкрементализма и поиска компромисса», а исходят от лидера (утверждающего, что «только я могу решить это»), не обременённого юридическими процедурами. Политическую базу развлекают массовыми митингами, но вождь неизбежно испытывает презрение к тем, кого возглавляет. Обе идеи основаны на мачизме, а в случае с трампизмом «он обращён к тем, кто трепетно относится к мужественности в стиле кантри: „Мы — крепко сложенные американцы, водящие грузовики и пьющие пиво, слишком свободолюбивы, чтобы позволить какому-то крошечному вирусу заставить нас носить маски“».

Оспаривая мнение о том, что всплеск поддержки трампизма и брексита представляет собой новое явление, политолог Карен Стеннер и социальный психолог Джонатан Хайдт выдвинули аргумент, согласно которому
ультраправая популистская волна, которая, казалось бы, «возникла из ниоткуда», не является ни внезапным безумием, ни вирусом, ни даже просто «феноменом подражания» — подстёгивание фанатиков и деспотов электоральными успехами оппонентов. Скорее это нечто, что лежит под поверхностью любого человеческого общества, в том числе передовых либеральных демократий в самом сердце Западного мира, и может быть активировано основными элементами самой либеральной демократии.
Обсуждая статистическую основу своих выводов относительно возникновения таких волн, Стеннер и Хайдт высказывают мнение, что «авторитаристы по своей природе хотят верить в авторитеты и институты, желают чувствовать себя частью сплочённого сообщества. Соответственно, они, по-видимому, склонны смиренно давать властям и институтам презумпцию невиновности и оказывать им поддержку до того момента, пока те покажутся неспособными поддерживать „нормативный порядок“». Авторы пишут, что этот нормативный порядок регулярно подвергается угрозе со стороны самой либеральной демократии, поскольку она допускает отсутствие консенсуса в групповых ценностях и убеждениях, терпима к неуважению групповых авторитетов, несоответствию групповым или сомнительным нормам, и в целом поощряет разнообразие и свободу от доминирования властей. Стеннер и Хайдт считают такие авторитарные волны характерной чертой либеральных демократий, отмечая, что результаты проведённого ими в 2016 году исследования сторонников Трампа и брексита не стали неожиданностью:
За два десятилетия эмпирических исследований мы не смогли найти ни одного значительного исключения из вывода о том, что нормативная угроза имеет тенденцию либо оставлять неавторитаристов совершенно равнодушными к тому, что катализирует авторитаристов, либо подталкивать их к тому, чтобы стать «лучшей версией себя». В предыдущих исследованиях было замечено, что неавторитарные люди продвигаются к позициям большей толерантности и уважения к разнообразию в тех самых условиях, которые, по-видимому, побуждают авторитарных к усилению нетерпимости.
Автор и критик авторитаризма Маша Гессен противопоставила «демократическую» стратегию республиканского истеблишмента, стремящегося, чтобы политические аргументы были привлекательны для общественности, «автократической» стратегии обращения к «единой аудитории» в лице Дональда Трампа. Она отметила опасения республиканцев, что Трамп может поддержать соперника на первичных выборах или использовать свою политическую власть, чтобы подорвать позиции других членов партии, по его мнению предавших его.
Платформа Республиканской партии 2020 года подтвердила «программу президента Америка прежде всего», что вызвало сравнение с современными ориентированными на лидера партийными платформами в России и Китае.

### Токсичная маскулинность
Ностальгия — одна из отличительных черт американской политики, но, по мнению Филипа Горски, ностальгия Трампа нова, поскольку, помимо прочего, «разрывает традиционную связь между величием и добродетелью». В традиционном «пуританском нарративе падение нравственности предшествует материальному и политическому упадку, а возвращение к величию невозможно без возврата к законности. … Не так обстоят дела в версии ностальгии Трампа: к упадку приводят покорность и женственность, а для возвращения к величию требуется не более чем утверждение доминирования и мужественности. Таким образом, добродетель сводится к … мужской браваде». Исследуя потенциальных сторонников Трампа, Майкл Киммел описывает их ностальгию по мужским привилегиям, отчаяние «из-за того, может ли что-либо позволить им найти достойное место в этом новом, мультикультурном и более эгалитарном мире. … Эти мужчины были разгневаны и с ностальгией оглядывались на то время, когда их чувство мужского превосходства оставалось неоспоримым. Они хотели вновь заявить свои права на страну и восстановить своё законное место в ней, отстояв в ходе этих действий мужское достоинство».
Термин, который описывает поведение разгневанных белых мужчин, — токсичная маскулинность, по словам Уильяма Лю, редактора журнала Psychology of Men & Masculinities, особенно применим к Трампу. Киммел был удивлён тем, какой сексуальный оборот приняли выборы 2016 года, и считает, что Трамп для многих мужчин является фантастической фигурой, настоящим мужчиной, полностью свободный в потакании любым желаниям.
Многие из этих парней чувствуют, что существующий порядок вещей выхолостил их, то есть лишил способности содержать семью и вести прекрасную жизнь. И вот появляется человек, который говорит: «Я могу построить всё, что захочу. Я могу делать всё, что захочу. Я могу иметь тех женщин, которых захочу». Для них он пример для подражания.
Социальные психологи Тереза Весчио и Натаниэль Шермерхорн отмечают, что «в своей президентской кампании 2016 года Трамп воплощал ГМ [гегемонную маскулинность], ностальгируя по расово однородному прошлому, которое поддерживало неравный гендерный порядок. Трамп демонстрировал ГМ, неоднократно ссылаясь на свой статус успешного бизнесмена („бизнесмен из синих воротничков“) и намекая на то, насколько жёстким он будет на посту президента. Ещё больше способствуя реализации ГМ, Трамп был открыто враждебен по отношению к гендерно-неконформным женщинам, сексуализировал гендерно-конформных и унижал достоинство коллег и оппонентов мужского пола». Основываясь на результатах семи исследований с участием 2007 человек, они обнаружили, что одобрение гегемонной маскулинности лучше предсказывает поддержку Трампа, чем другие факторы, такие как поддержка антиистеблишмента, антиэлитаризма, нативизма, расизма, сексизма, гомофобии или ксенофобии.

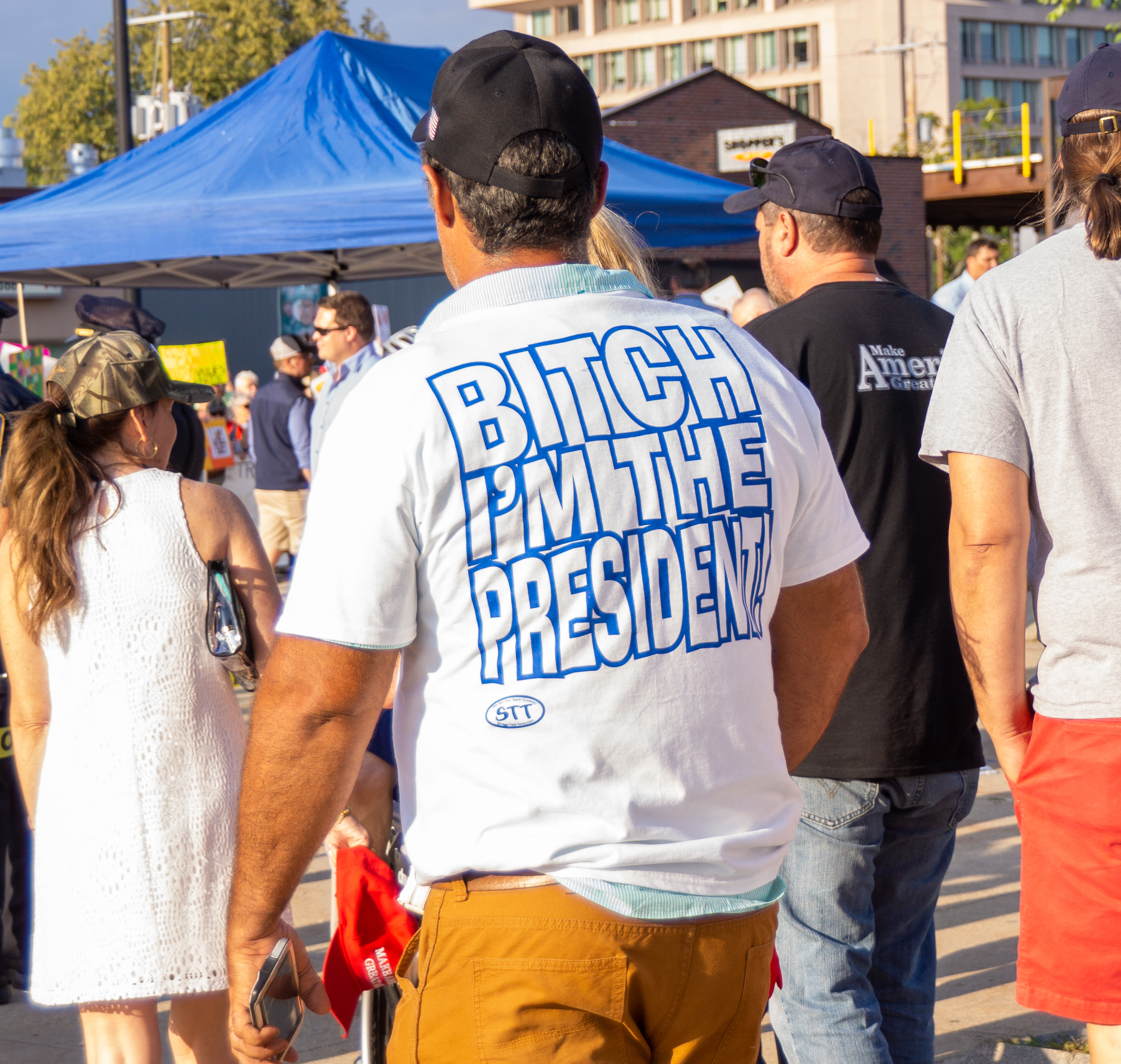
Сторонники Трампа на митинге в Манчестере, Нью-Гэмпшир, 15 августа 2019 года.

Невилл Хоуд (англ. Neville Hoad), эксперт по гендерным исследованиям в Южной Африке, видит в этом общую тему с другим сильным лидером, Джейкобом Зумой. Оба авторитарных лидера являются фигурами, воплощающими в жизнь «маскулинную фантазию свободы», о которой мечтают их сторонники, и эта мечта связана с национальными мифологиями хорошей жизни. Согласно Хоуду, одно из описаний этого символизма принадлежит Жаку Лакану, который описывает в высшей степени мужественного мифического вождя первобытной орды, чья способность потакать любому удовольствию или прихоти не была выхолощена. Активизируя такие фантазии, токсичное мужское поведение, от роскошных проявлений жадности (дворцы мечты в Мар-а-Лаго и Нкандла), риторики насилия, «хватай их за киску», шуток ниже пояса до женоненавистнических оскорблений, заигрываний и даже сексуального злоупотребления, включая обвинения в домогательствах и изнасилованиях, превращается в политический капитал, а не пятно на имидже.
Исследователь гендерных ролей Коллин Клеменс описывает эту токсичную маскулинность как
ограничительное и подавляющее представление о мужественности, определяющее её понятиями насилия, секса, статуса и агрессии. Это культурный идеал мужественности, где сила — это всё, а эмоции рассматриваются как слабость, где секс и жестокость выступают критериями, по которым измеряются мужчины, а якобы «женские» черты, которые могут варьироваться от эмоциональной ранимости до простого отсутствия гиперсексуальности, становятся средствами, с помощью которых вас можно лишить статуса «мужчины». 
В статье для Journal of Human Rights Кимберли Тейдон (англ. Kimberly Theidon) отмечает иронию пандемии COVID-19 в отношении токсичной маскулинности Трампа: «Быть крутым парнем означает надевать маску мужественности и в то же время отказываться носить маску, которая может сохранить жизнь себе и другим».
Перед нападением на Конгресс 6 января 2021 года в Интернете можно было увидеть, в частности, следующий пост:
Будьте готовы к борьбе. Конгресс должен услышать, как бьются стекла, выламываются двери… Будьте жестоки. Перестаньте называть это маршем, митингом или протестом. Отправляйтесь туда готовыми к войне. У нас будет наш президент или мы умрём. 
Как показали социологические данные, из участников беспорядков, арестованных за нападение на Капитолий США, 88 % были мужчинами, а 67 % — в возрасте 35 лет и старше.

### Культ христианского трампизма
Согласно данным экзитполов выборов 2016 года, 26 % избирателей отнесли себя к белым евангельским христианами, более трёх четвертей из которых в 2017 году одобрили деятельность Трампа, причём большинство одобрило «очень решительно», как показало исследование Pew. Напротив, примерно две трети небелых евангелистов в 2016 году поддержали Хиллари Клинтон, при этом 90 % чёрных протестантов также проголосовали за неё, несмотря на то что их теологические взгляды схожи с евангелическими. По словам исследователя из Йельского университета Филипа Горски, «вопрос не столько в том, почему евангелисты голосовали за Трампа тогда — многие не голосовали, — сколько в том, почему так много белых евангелистов сделало следующий выбор». Ответ Горски на вопрос, почему Трамп, а не ортодоксальный евангелист стал приоритетным выбором среди белых евангелистов, был прост: 
Потому что они также являются белыми христианскими националистами, а трампизм, помимо прочего, является реакционной версией белого христианского национализма. 
Теолог Майкл Хортон считает, что христианский трампизм представляет собой слияние трёх тенденций: христианской американской исключительности, заговоре конца времён и евангелия процветания, — причём христианский американизм представляет собой нарратив о том, что США являются «землёй обетованной», якобы специально избранной самим Провидением для создания «Града на Холме» в пример всем другим народам мира, а заговор конца времён означает уничтожение мира (в переносном или буквальном смысле) из-за заговора неких преступных группировок и глобалистских сил, угрожающих американскому суверенитету. По мнению Хортона, то, что он называет культом христианского трампизма, сочетает в себе эти три ингредиента с «изрядной дозой торгашества», а также саморекламой и культом личности.

Евангельский христианин и историк Джон Феа (англ. John Fea) считает, что «церковь предостерегала от стремления к политической власти в течение долгого периода времени», но многие современные евангелисты, такие как советница Трампа и телепроповедница Паула Уайт, игнорируют эти предостережения. Наоборот, телеевангелист Джим Баккер восхваляет способность проповедницы евангелия процветания Уайт «входить в Белый дом в любое время, когда она захочет» и иметь «полный доступ к королю». По словам Феа, есть ещё несколько «придворных евангелистов», «посвятивших карьеру поддержке политических кандидатов и судей Верховного суда, которые восстановят то, что они считают иудео-христианскими корнями страны», и которых, в свою очередь, Трамп призвал «объяснить своим последователям, почему ему можно доверять, несмотря на его моральные недостатки», включая Джеймса Добсона, Франклина Грэма, Ральфа Рида, Ричарда Лэнда, Гэри Бауэра, пастора южных баптистов и политического комментатора телеканала Fox Роберта Джеффресса. Для видных христиан, не поддерживающих Трампа, цена — это не просто потеря доступа к президенту, а существенный риск получить шквал критики и ответной реакции. Этот урок усвоили Тимоти Далримпл, президент ведущего журнала евангелистов Christianity Today, и его бывший главный редактор Марк Галли, которые были осуждены более чем двумя сотнями евангельских лидеров за соавторство письма, в котором утверждалось, что христиане обязаны поддержать импичмент Трампа.

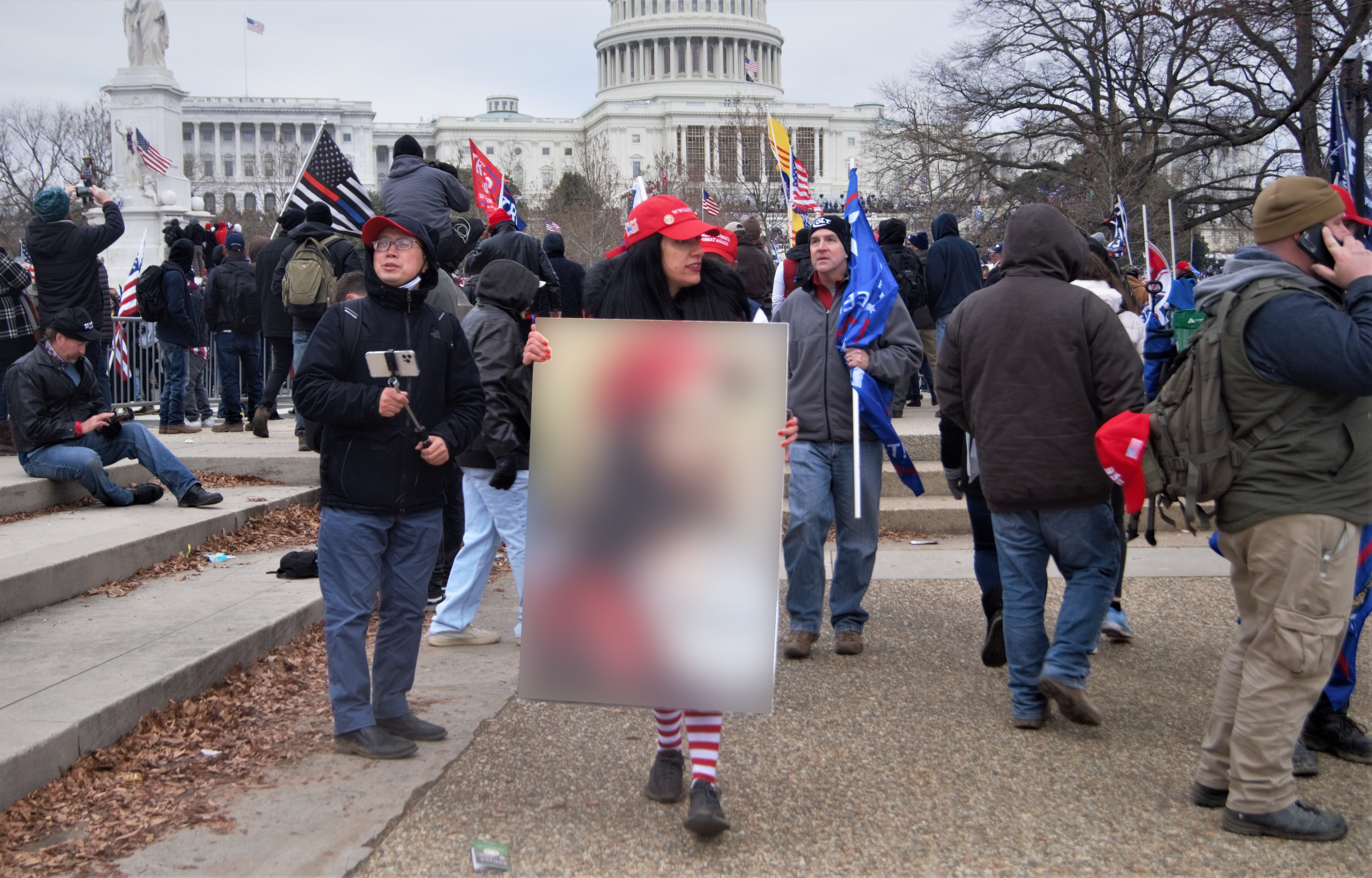
Сторонница Трампа несёт плакат с меткой QAnon и изображением Иисуса в шляпе с надписью MAGA в момент нападения бунтовщиков на Конгресс США 6 января 2021 года.

В то же время, Роберт Джеффресс утверждает, что поддержка Трампа евангелистскими лидерами носит моральный характер, независимо от его поведения, которое главный редактор Christianity Today назвал «почти идеальным примером морально потерянного и сбитого с толку человека». Джеффресс утверждает, что «принцип благочестия здесь заключается в том, что правительства несут единственную ответственность, описанную в Римлянам 13, где говорится об отмщении злодеям». Эту же главу использовал Джефф Сешнс, чтобы заявить о библейском оправдании политики Трампа по разлучению детей иммигрантов с их родителями. Историк Линкольн Маллен объясняет, что это один из двух типов толкований 13-й главы Послания к Римлянам, который использовался в американских политических дебатах с момента их основания и находится на стороне «нити американской истории, которая оправдывает угнетение и доминирование во имя закона и порядка». Согласно прочтению Джеффресса, цель правительства состоит в том, чтобы «сильный лидер защищал своих граждан от злодеев», при этом он добавляет: «Меня не волнует тон или словарный запас кандидата, мне нужен самый злобный и жёсткий сын, которого я могу найти, и я верю, что это по-библейски правильно». Джеффресс, который назвал Барака Обаму «прокладывающим путь для будущего правления Антихриста», Митта Ромни последователем культа нехристианской религии, а католицизм — «сатанинским» отростком «вавилонской тайной религии», прослеживает христианский либертарианский взгляд на единственную роль правительства в подавлении зла ещё святого Августина, который в сочинении «О граде Божьем против язычников» (426 год) утверждал, что роль правительства заключается в сдерживании зла, чтобы христиане могли мирно исповедовать свои убеждения.
Как и Джеффресс, Ричард Лэнд отказался разорвать отношения с Трампом после реакции последнего на марш белых экстремистов в Шарлотсвилле, объяснив это тем, что «Иисус не отворачивался от тех, кто, возможно, казался дерзким своими словами или поступками», добавив, что «сейчас время не сдаваться или отступать, а как раз наоборот — протянуть руки помощи». Джонни Мур объяснил свой отказ отречься от Трампа после реакции последнего на Шарлотсвилль тем, что «ситуацию можно преломить, только если у тебя есть место за столом».
Сотрудник Trinity Forum Питер Венер предупреждает, что «вечная опасность, стоящая перед христианами, — это обольщение и самообман. Именно это и происходит в эпоху Трампа. Президент использует евангельских лидеров, чтобы оградиться от критики». Евангельский библеист Бен Уитерингтон считает, что защитное использование евангелистскими апологетами Трампа сравнения с мытарями неверно и что сохранение «места за столом» допустимо только в том случае, если христианский лидер увещевает президента изменить курс, объясняя, что «грешники и мытари не были политическими деятелями, поэтому здесь нет никакой аналогии. Более того, Иисус не давал политических советов грешникам и сборщикам налогов — он призывал их покаяться! Если именно это евангельские лидеры делают с нашим президентом, указывая ему, когда его политика не является христианской, и объясняя ему, что расизм — большой грех, и что нет никакого морального равенства между двумя сторонами в Шарлотсвилле, тогда это хорошо и правильно. В противном случае они становятся соучастниками грехов наших лидеров».

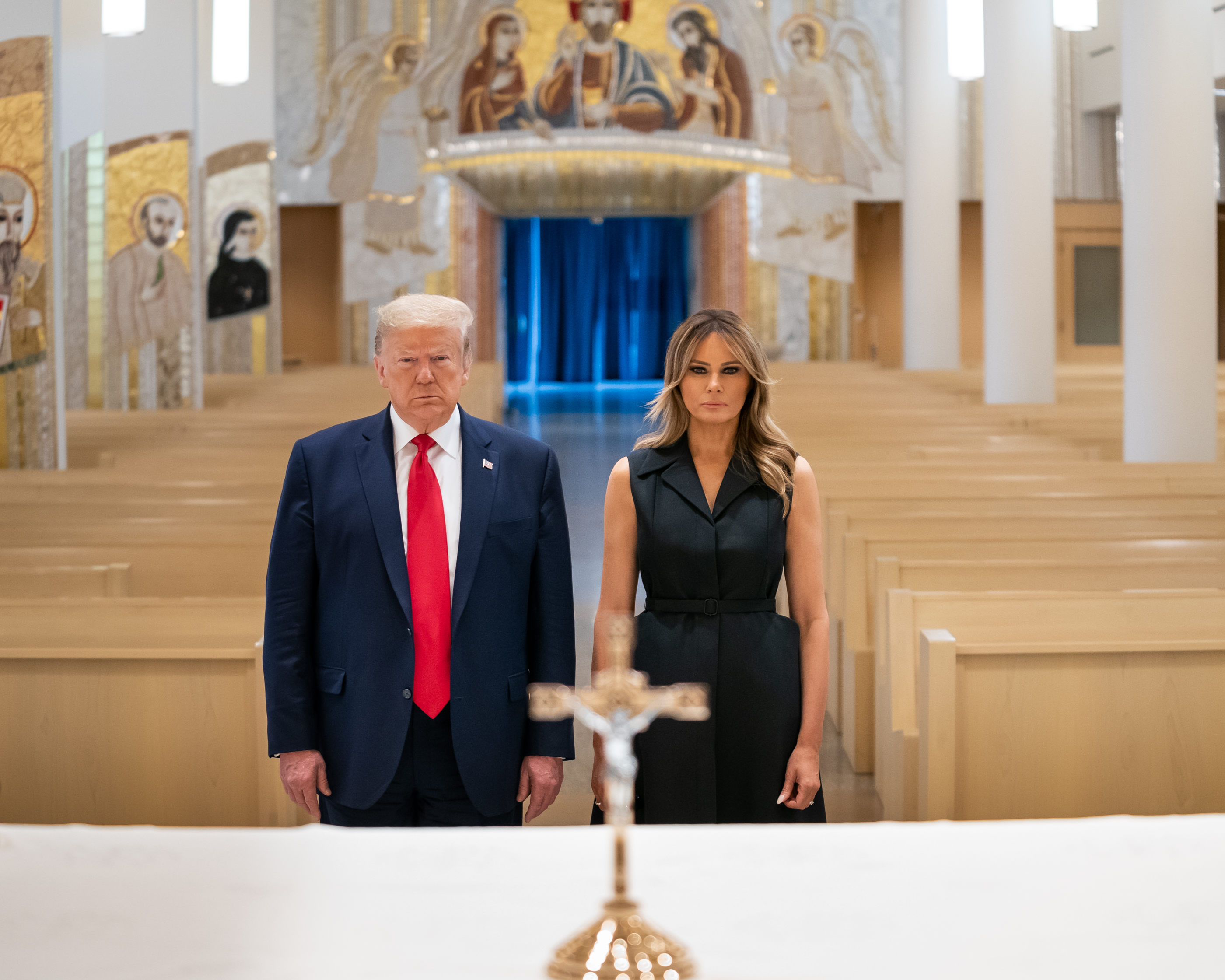
Президент США Дональд Трамп и первая леди Мелания Трамп посещают Национальный храм Святого Иоанна Павла в Вашингтоне II 2 июня 2020 года.

Основанную на Библии позицию против Трампа заняли и другие видные белые евангелисты, например, Питер Венер из консервативного Центра этики и публичной политики и Рассел Д. Мур, президент отдела публичной политики Южной баптистской конвенции. Так, Венер описывает теологию Трампа как воплощение «ницшеанской, а не христианской морали», отмечает, что поддержка Трампа евангелистами «дорого обходится христианскому свидетельству» и что «самым долговечным наследием Трампа может стать нигилистическая политическая культура, трайбалистская, недоверчивая и иногда бредовая, утопающая в теориях заговора». Мур резко дистанцировался от расовой риторики Трампа, заявив: «Библия так прямо говорит об этих вопросах, что, действительно, чтобы избежать вопросов о расовом единстве, нужно уклоняться от самой Библии».
Пресвитерианский священник и лауреат Пулитцеровской премии Крис Хеджес считает, что многие из белых евангелических сторонников Трампа напоминают сторонников немецкого христианского движения 1930-х годов, которое также идолопоклоннически относились к своему лидеру, придерживаясь христофашистской идеи народного мессии, лидера, который будет действовать инструментом в божьих руках для восстановления своей страны от морального разложения к величию. Также отвергающий идолопоклонство Джон Феа сказал: 
Трамп берёт всё, чему учил Иисус, особенно в Нагорной проповеди, и выбрасывает словно мусор, обменивает на похлёбку под названием «Сделаем Америку снова великой», и с христианской точки зрения для меня это граничит с… нет, это форма идолопоклонства.
Теолог Грег Бойд бросает вызов политизации христианства религиозными правыми и христианской националистической теории американской исключительности, обвиняя «значительную часть американского евангелизма в националистическом и политическом идолопоклонстве». Бойд сравнивает стремление «вернуть Америку к Богу» и политику навязывания христианских ценностей посредством политического принуждения со стремлением Израиля в первом веке «вернуть Израиль к Богу», из-за чего последователи пытались вписать Иисуса в роль политического мессии. Он утверждает, что Иисус отказался от такой роли, продемонстрировав, что «способ действия Бога в мире больше не будет националистическим». Майкл Хортон считает, что вместо того, чтобы участвовать в том, что он называет культом христианского трампизма, христиане должны отказаться от превращения «спасительного Евангелия в мирскую силу», в то время как Феа считает, что христианский ответ Трампу должен быть таким, который использовался в движении за гражданские права: проповедь надежды, а не страха; смирения, а не силы для социального доминирования над другими; и ответственное прочтение истории, как в «Письме из Бирмингемской тюрьмы» Мартина Лютера Кинга, а не ностальгия по прежней американской христианской утопии, которой никогда не существовало.

Наряду с консервативным православным писателем Родом Дреером Хортон утверждал, что участники «Иерихонского марша» занимались «поклонением Трампу», что сродни идолопоклонству. В National Review Кэмерон Хилдич описал это движение как
токсичный идеологический коктейль из недовольства, паранойи и самооправдательной ярости… Его целью было «остановить кражу» президентских выборов, [и] подготовить патриотов к борьбе против «мирового правительства»… На самом деле, на протяжении всего мероприятия создавалось странное впечатление, что участники считают христианство в некотором смысле единосущным американскому национализму. Как будто новая и улучшенная Святая Троица «Отца, Сына и Дяди Сэма» заняла место устаревшей никейской версии. Когда Эрик Метаксас, радиоведущий и спикер мероприятия, впервые вышел на сцену, его приветствовали не пением псалмов или хвалебными гимнами Святому Искупителю, а скандированием «США! США!». Одним словом, Иерихонский марш стал тревожным примером того, как христианство может быть извращено и поставлено на службу политической идеологии.
Эмма Грин в The Atlantic обвинила сторонников Трампа — белых евангельских христиан и участников «Иерихонского марша» — в штурме здания Капитолия 6 января 2021 года, заявив: 
Толпа несла плакаты и транспаранты, провозглашающие «Иисус спасает!» и «Бог, оружие и мужество создали Америку свободной, давайте сохраним все три».

### Методы убеждения

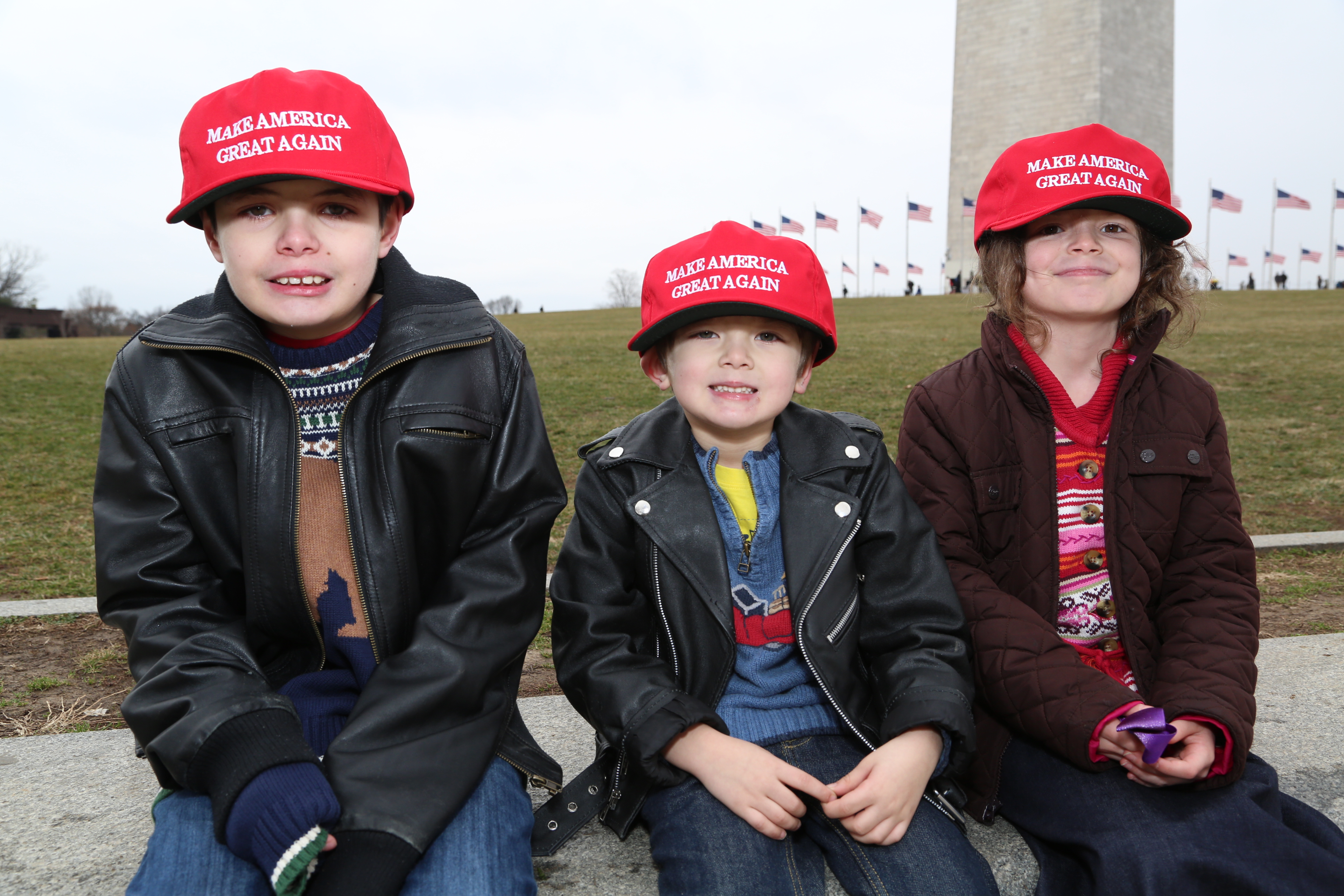
Дети в бейсболках с надписью «Сделаем Америку снова великой» на инаугурации 2017 года, лозунг, ранее использованный Рейганом, чтобы пробудить чувство восстановления надежды.

С риторической точки зрения, трампизм использует абсолютистские фреймы и нарративы угрозы, характеризующиеся неприятием политического истеблишмента. Абсолютистская риторика подчёркивает необсуждаемые границы и моральное возмущение их предполагаемым нарушением. Риторическая модель митинга Трампа типична для авторитарных движений. Во-первых, вызвать чувство подавленности, унижения и виктимности. Во-вторых, разделить мир на две противоборствующие группы: беспрестанно демонизируемое множество других против тех, кто обладает силой и волей их побороть. Это предполагает чёткое определение врага, который якобы является причиной нынешнего положения дел, а затем продвижение параноидальных теорий заговора и разжигание паники для нагнетания страха и гнева. После циклического распространения первых двух составляющих модели среди населения, заключительное послание направлено на очищающее высвобождение сдерживаемой охлократии и энергии масс, с обещанием, что спасение близко, потому что есть могущественный лидер, который вернёт нации былую славу.
Этот трёхчастный паттерн был впервые выявлен в 1932 году Роджером Мани-Керлом и позже опубликован в его работе Psychology of Propaganda. Постоянный шквал сенсационной риторики служит для привлечения внимания СМИ и достижения многочисленных политических целей, не последней из которых является сокрытие таких действий, как серьёзное неолиберальное дерегулирование. В одном из исследований приводится пример того, что в первый год работы администрации Трампа произошло значительное дерегулирование окружающей среды, но из-за одновременного использования эффектной расистской риторики это ускользнуло от большинства СМИ. По мнению авторов, это служило политическим функциям: дегуманизации целей, эрозии демократических норм и консолидации власти путём эмоциональной связи с базой последователей и разжигания негодования среди них, но главным образом для отвлечения внимания СМИ от принятия дерегулирующей политики путём интенсивного освещения в медиа определённых отвлекающих моментов именно из-за их радикального противозаконного характера.

Мастерство Трампа в области персонального брендинга позволило ему эффективно позиционировать себя в качестве экстраординарного лидера по Мани-Керлу, используя свои статус знаменитости и узнаваемость имени. Профессор журналистики Марк Даннер объясняет, что 
неделя за неделей в течение дюжины лет миллионы американцев видели Дональда Дж. Трампа в образе бизнес-волшебника [в реалити-шоу «Кандидат»], великого визиря капитализма, мудреца из зала заседаний, каждый шаг и слово которого выражали серьёзность, опыт, силу, власть и… деньги. Бесконечные суммы денег. 
Политолог Андреа Шнайкер рассматривает сильно раскрученную публичную персону Трампа как супергероя, гения, и в то же время
обычного гражданина, который в чрезвычайной ситуации использует свои сверхспособности для спасения других, то есть своей страны. Он видит проблему, знает, что нужно сделать для её решения, обладает способностью исправить ситуацию и делает это. Согласно стратегии брендинга Дональда Трампа… супергерой нужен для решения проблем простых американцев и нации как таковой, потому что политики на это неспособны. Следовательно, супергерой по определению антиполитик. Благодаря своему статусу знаменитости и тому, что он является ведущим телевизионного ток-шоу, Дональд Трамп может считаться уполномоченным принимать чрезвычайные меры и даже нарушать правила.
По мнению адвоката по гражданским правам Бёрна Ньюборна и политического теоретика Уильяма Конноли, в риторике Трампа используются приёмы, схожие с теми, которые использовали фашисты в Германии, чтобы убедить граждан (первоначально меньшинство) отказаться от демократии, используя шквал лжи, полуправды, личных инвектив, угроз, ксенофобии, страха перед угрозой национальной безопасности, религиозного фанатизма, белого расизма, эксплуатации экономической незащищённости и бесконечного поиска козлов отпущения. Ньюборн обнаружил двадцать параллельных практик, таких как создание в сознании адептов «альтернативной реальности» посредством прямых коммуникаций, взращивания лояльных СМИ и насмешек над учёными, чтобы подорвать представление об объективной истине; организация тщательно срежиссированных массовых митингов; яростные нападки на судей, когда судебные дела проигрываются или отклоняются; использование непрерывного потока лжи, полуправды, оскорблений, обвинений и инсинуаций, призванных маргинализировать, демонизировать и в конечном итоге уничтожить оппонентов; джингоистические призывы к ультранационалистическому пылу; обещания замедлить, остановить и даже обратить вспять поток «нежелательных» этнических групп, которые становятся козлами отпущения за беды нации.

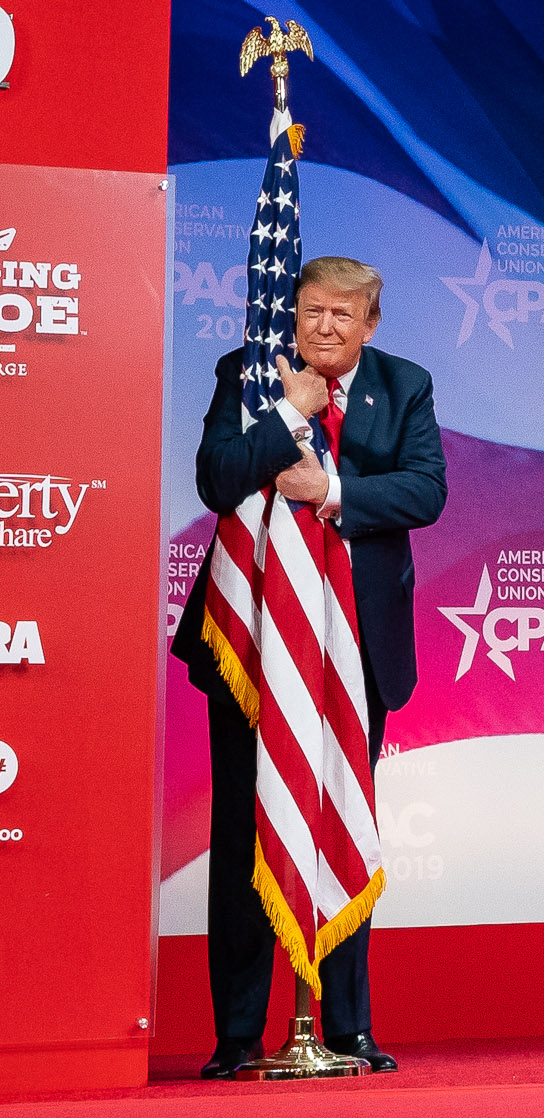
Трамп полагается на театральные приёмы для продвижения своих посланий, включая анимированные жесты, пантомиму и мимику. Фото с Конференции консервативных политических действий 2019 года.

Коннолли представляет аналогичный список в своей книге Aspirational Fascism (2017), добавляя сопоставление сценического искусства и участия масс с риторикой, включающее величественные жесты, гримасы, истерические обвинения, драматическое повторение лжи из альтернативной реальности и тоталистические утверждения, включённые в лозунги, которые аудитории настоятельно рекомендуется скандировать. Несмотря на сходство, Коннолли подчёркивает, что Трамп не нацист, а «скорее, честолюбивый фашист, стремящийся к обожанию толпы, гиперагрессивному национализму, белому триумфализму и милитаризму, преследующий режим „закона и порядка“, дающему неподотчётную власть полиции, и практикующий риторический стиль, который регулярно создаёт фальшивые новости и очерняет оппонентов, чтобы мобилизовать поддержку большой лжи, которую он продвигает».
В отчётах о динамике толпы на митингах трампистов были зафиксированы проявления паттерна Мани-Керла и связанного с ним сценического мастерства, причём некоторые сравнивали симбиотическую динамику угождения толпе со спортивно-развлекательным стилем мероприятий, в которых Трамп принимал участие с 1980-х годов. Исследователь критической теории Дуглас Келлнер сравнивает проработанную постановку фильма Лени Рифеншталь «Триумф воли» с той, что использовалась в работе со сторонниками Трампа на примере подготовки фотосессий и агрессивной раскрутки огромной посещаемости, ожидаемой на праймериз Трампа в 2015 году в Мобиле. Тогда освещение в СМИ неоднократно переключалось между кружащим над стадионом самолётом Трампа, нарастающим волнением восторженных поклонников внизу, кортежем и финальным триумфальным въездом человека, которого, по словам Келлнера, представили как «политического спасителя, который поможет им решить их проблемы и устранить их недовольство». Коннолли считает, что выступление черпает энергию из гнева толпы и направляет её в нужное русло, превращая в комбинацию из тревог, разочарований и негодования по поводу болезненных тем, таких как деиндустриализация, офшоринг, расовая напряжённость, политкорректность, более скромная позиция Соединённых Штатов в вопросах глобальной безопасности, экономики и так далее. Он отмечает, что воодушевлённые жесты, пантомимика, мимика, напыщенность и указующие персты являются частью театрального искусства, превращающего тревогу в гнев, направленный на конкретные цели, резюмируя, что «каждый элемент в исполнении Трампа плавно перетекает и складывается в другие, пока не образует агрессивную резонансную машину, которая более интенсивна, чем её составляющие».
Некоторые учёные отмечают, что распространённое в популярной прессе описание психологии таких толп является повторением теории Гюстава Лебона XIX века, когда организованные толпы рассматривались политическими элитами как потенциально анархическая угроза социальному порядку. В своей книге «Психология масс» (1895) он описал своего рода коллективное заражение, объединяющее толпу в почти религиозном безумии, низводящее её членов до варварского, если не до нечеловеческого уровня сознания с иррациональными анархическими целями. Поскольку такое описание обезличивает сторонников, подобный анализ Лебона подвергается критике, поскольку потенциальные защитники либеральной демократии одновременно уклоняются от ответственности за расследование недовольства и невольно принимают тот же самый подход нелиберализма мы против них. Коннолли признаёт риск, но считает более рискованным игнорировать тот факт, что убеждение Трампа успешно благодаря намеренному использованию техник, вызывающих более мягкие формы эмоционального заражения.

#### Ложь

Стрит-арт Lie Lie Land Бэмби пародирует рекламный постер к фильму «Ла-Ла Ленд».

Используемая абсолютистская риторика в значительной степени отдаёт предпочтение реакции толпы, а не правдивости, при этом Трамп выдаёт большое количество ложной информации за факты. Основываясь на книге Гарри Франкфурта «О брехне», профессор политологии Мэтью Макманус указывает, что более точно определять Трампа как брехуна, единственный интерес которого —убедить, а не как лжеца (например, Ричарда Никсона), который серьёзно относится к силе истины и поэтому обманным путём пытается её скрыть. Трамп, напротив, равнодушен к правде либо не знает её. В отличие от обычной лжи политиков, которые преувеличивают свои достижения, ложь Трампа вопиюща, он лжёт о легко проверяемых фактах. На одном из митингов Трамп заявил, что его отец «приехал из Германии», хотя Фред Трамп родился в Нью-Йорке. Трамп удивляется, когда его ложь опровергается, как это было в случае, когда лидеры на Генеральной Ассамблее ООН в 2018 году разразились смехом от его хвастовства, что за первые два года он добился большего, чем любой другой президент Соединённых Штатов. Заметно поражённый Трамп ответил аудитории: «Не ожидал такой реакции».
Трамп лжёт по пустякам, например, утверждая, что в день его инаугурации не было дождя, когда на самом деле дождь шёл, а также делает грандиозную «большую ложь», например, говоря, что Обама основал ИГИЛ, или продвигая движение биртер — теорию заговора, которая утверждает, что Обама родился в Кении, а не на Гавайях. Он также солгал, что вирус ковида был эквивалентен гриппу; что ситуация «полностью под контролем»; что вирус «исчезает»; и что американцам не нужно менять своё обычное поведение. В 2019 году Трамп написал в Твиттере, что Алабама является одним из штатов, подверженных большему риску от урагана «Дориан», чем было предсказано первоначально, и изменил официальную карту-прогноз, чтобы поддержать свою ложь. Коннолли указывает на сходство такого искажающего реальность газлайтинга с фашистскими и постсоветскими методами пропаганды, включая компромат, заявляя, что «убеждение Трампа в значительной степени опирается на повторение» большой лжи"".

### Меньшая роль идеологии
Журналистка Элайна Плотт предполагает, что идеология не так важна, как другие черты трампизма. Плотт цитирует политического аналитика Джеффа Роу, который отметил, что Трамп «понял» тенденцию среди избирателей-республиканцев и действовал «менее идеологично», но «более поляризующе». Республиканцы теперь с большей готовностью принимают такие меры, как обязательное государственное медицинское страхование или торговые тарифы, которые ранее консерваторы презирали как обременительные правительственные постановления. В то же время решительные заявления о поддержке Трампа и агрессивная приверженность стали частью избирательных кампаний республиканцев (по крайней мере, в некоторых частях США) и дошли даже до беспартийных кампаний в местные органы власти, которые ранее были коллегиальными и ориентированными на решение конкретных вопросов. Исследование политолога Марка Хетерингтона и других учёных показало, что сторонники Трампа склонны разделять «мировоззрение», выходящее за рамки политической идеологии, соглашаясь с такими утверждениями, как «лучшая стратегия — играть жёстко, даже если это означает быть нечестным». Напротив, те, кто согласен с такими утверждениями, как «сотрудничество — ключ к успеху», как правило, склонны отдавать предпочтение оппоненту Трампа, бывшему кандидату в президенты от республиканцев Митту Ромни.
31 января 2021 года в газете The New York Times был опубликован подробный обзор попытки воинственных сторонников Трампа подорвать ход выборов в США. Журналист Николас Леманн пишет о несоответствии между частью предвыборной риторики и обещаний Трампа и тем, чего он добился после прихода к власти, а также о том факте, что эта разница, похоже, беспокоила очень немногих его сторонников. Темы кампании: национализм, направленный против свободной торговли, защита социального обеспечения, нападки на крупный бизнес, «строительство большой красивой стены и понуждение Мексики платить за неё», отмена закона Обамы о доступном здравоохранении, программа строительства инфраструктуры на триллион долларов. Достижения представляли собой «традиционную» республиканскую политику и законодательство: существенное снижение налогов, отмена федеральных постановлений и увеличение военных расходов. Многие отметили, что вместо того, чтобы Национальный съезд Республиканской партии выпустил обычную «платформу» политики и обещаний для кампании 2020 года, он предложил «одностраничную резолюцию», в которой говорилось, что у партии не будет «новой платформы, но вместо этого … с энтузиазмом поддерживала и будет поддерживать программу президента „Америка превыше всего“».

Альтернативное неидеологическое круговое определение трампизма, широко распространённое среди активистов Трампа, сообщил Саагар Энджети, главный вашингтонский корреспондент The Hill, заявив: 
Люди, полностью принадлежащие к лагерю MAGA, часто говорили мне, что трампизм означает всё, что делает Трамп, следовательно, ничто из того, что он сделал, не является отходом от трампизма.

### Идеологические основы

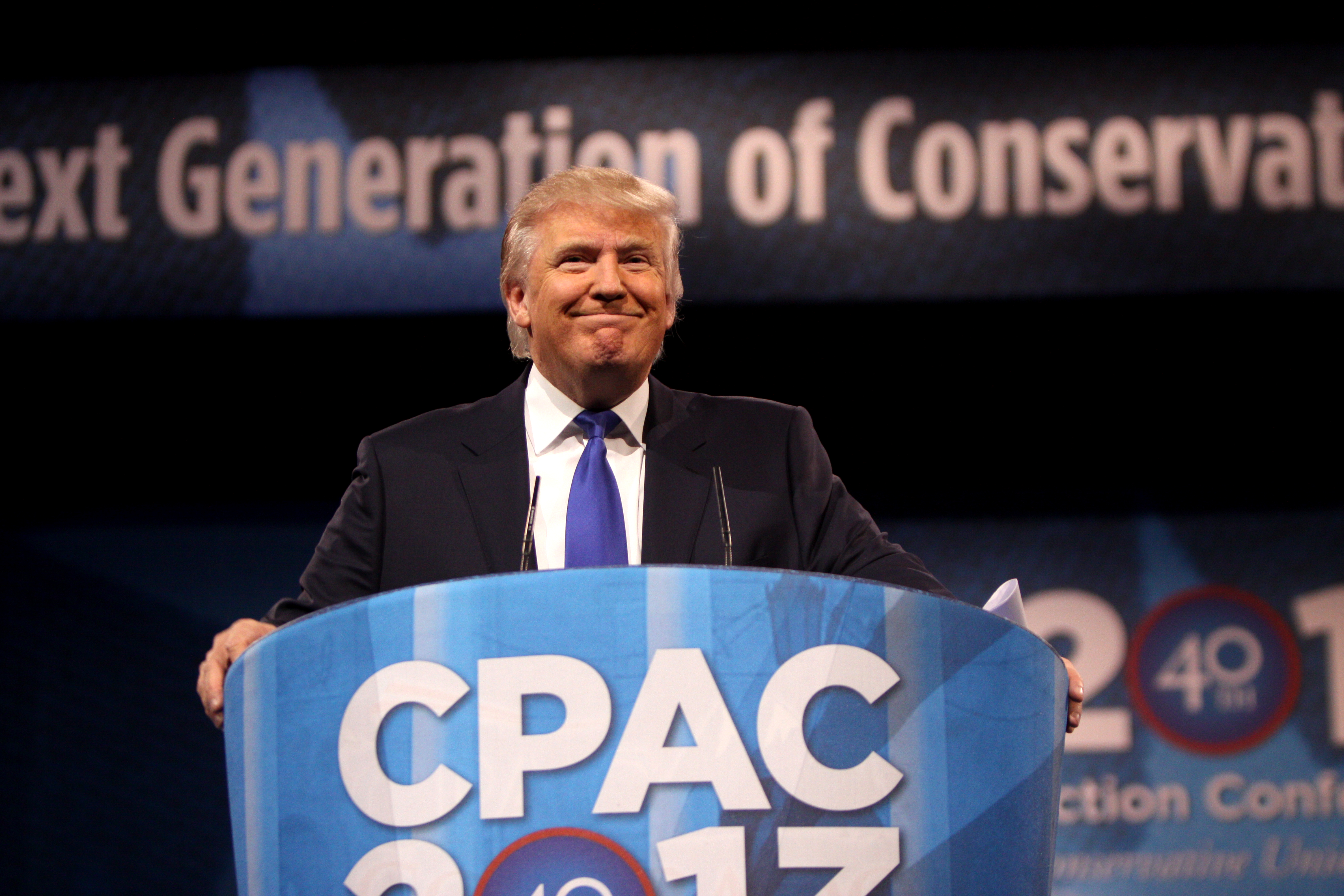
Трамп выступает на Консервативной конференции политических действий.

Трампизм отличается от классического республиканизма Авраама Линкольна во многих аспектах, касающихся свободной торговли, иммиграции, равенства, системы сдержек и противовесов в федеральном правительстве и отделения церкви от государства. Питер Каценштейн из Социологического исследовательского центра в Берлине считает, что трампизм базируется на трёх столпах: национализме, религии и расе. По мнению Джеффа Гудвина, трампизм характеризуется пятью ключевыми элементами: социальный консерватизм, неолиберальный капитализм, экономический национализм, нативизм и белый национализм.
На Конференции консервативных политических действий (CPAC) 2021 года Трамп дал собственное определение трампизма: «Он означает выгодные торговые сделки, … как замена ужасного НАФТА USMCA … низкие налоги, отмену правил, убивающих рабочие места, … прочные границы, но люди легально приезжают в нашу страну по системе заслуг … отсутствие уличных беспорядков. Трампизм означает поддержку правоохранительных органов. Это сильная защита Второй поправки и право хранить и носить оружие. … сильная армия и забота о наших ветеранах…».

## Социальная психология

### Ориентация на социальное доминирование

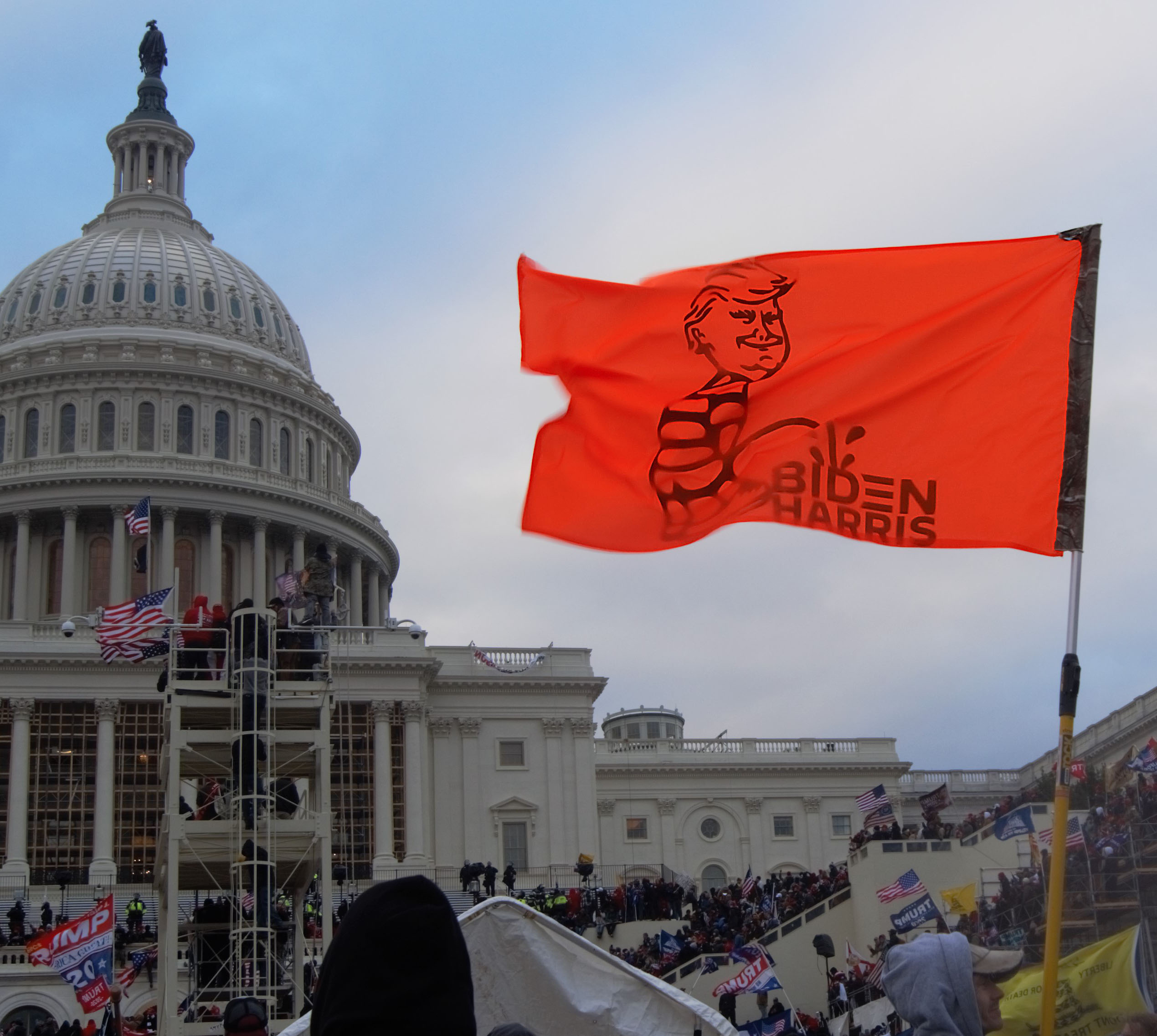
Сторонники Трампа использовали различные образы доминирования на флагах, одежде и имитации виселицы 6 января 2021 года.

Социально-психологические исследователи движения Трампа Боб Алтемейер, Томас Петтигрю и Карен Стеннер, рассматривают движение Трампа как обусловленное в первую очередь психологическими предрасположенностями его последователей, подчёркивая, что не утверждают, что эти факторы дают полное объяснение, ссылаясь на другие анализы, показывающие, что здесь задействованы и важные политические и исторические аспекты. В рецензируемом научном журнале Social Psychological and Personality Science была опубликована статья Group-Based Dominance and Authoritarian Aggression Predict Support for Donald Trump in the 2016 U.S. Presidential Election, в которой описывалось исследование, заключающееся в том, что сторонники Трампа отдают явное предпочтение строго иерархическим и этноцентрическим социальным порядкам, которые благоприятствуют их ин-группе. В неакадемической книге Authoritarian Nightmare: Trump and His Followers, которую он написал в соавторстве с Джоном Дином, Алтемейер описывает исследование, которые пришло к тем же выводам. Несмотря на разрозненные и непоследовательные убеждения и идеологии, коалиция таких последователей может стать сплочённой и широкой отчасти потому, что каждый индивид разделяет свои мысли и может свободно определять чувство угрозы племенной ин-группе в собственных оценках, будь то преимущественно связано с его культурными или религиозными взглядами (например, тайна поддержки Трампа евангелистами), национализмом (лозунг «Make America Great Again») или расой (сохранение белого большинства).

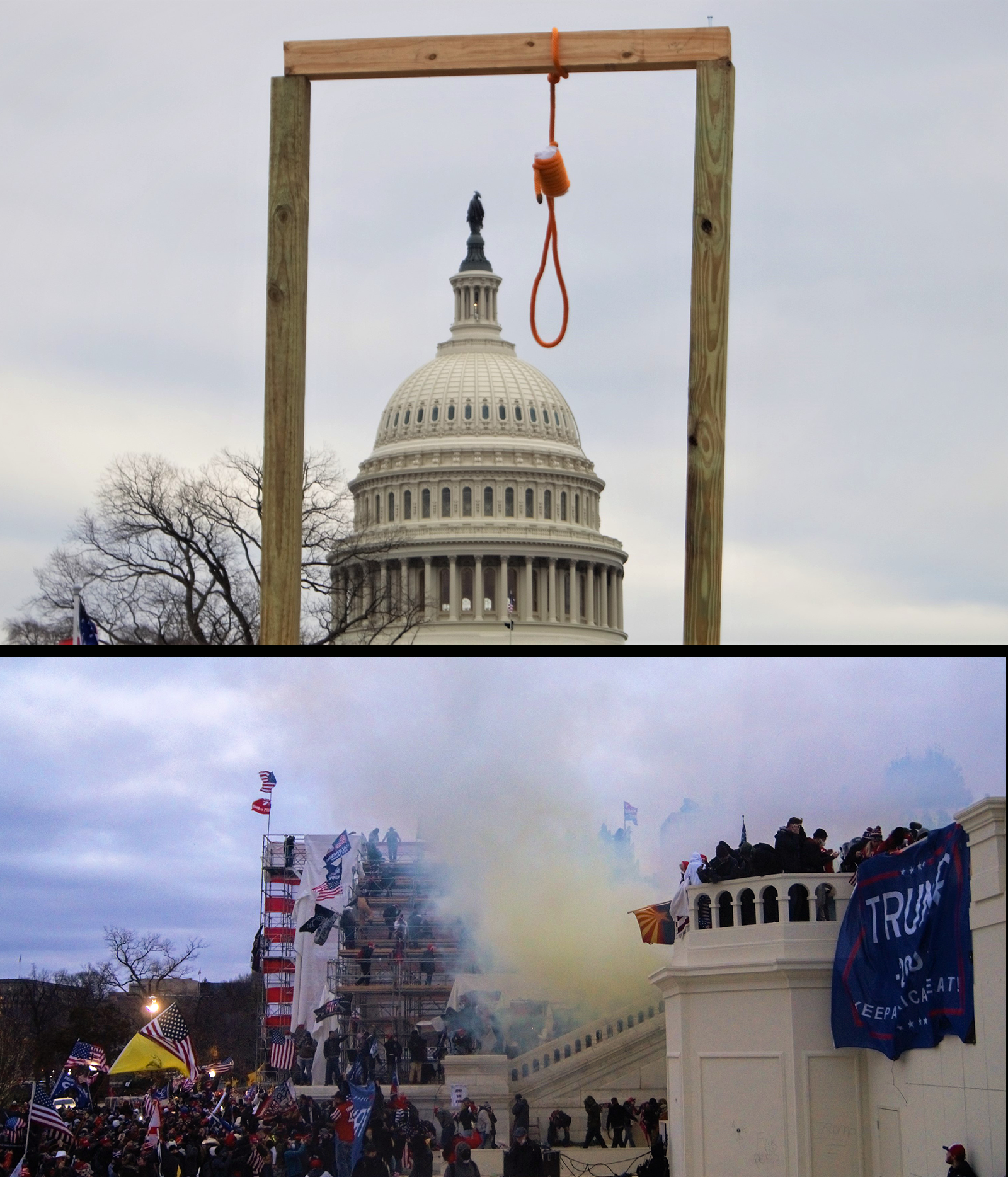
Имитация виселицы и сторонники Трампа, атакующие Конгресс.

Боб Алтемейер, Мэтью Макуильямс, Стэнли Фельдман, Бекки Чома, Янив Ханох, Джаспер ван Аш и Томас Петтигрю утверждают, что вместо того, чтобы пытаться напрямую измерить эти идеологические, расовые или политические взгляды, сторонников таких движений можно надёжно предсказать с помощью двух шкал социальной психологии (отдельно или в комбинации): шкалы правого авторитаризма (RWA), которая была разработана в 1980-х годах Алтемейером и другими исследователями авторитарных личностей, и шкалы ориентации на социальное доминирование (SDO), разработанной в 1990-х годах теоретиками социального доминирования. В мае 2019 года Институт социологических опросов при Монмутском университете в сотрудничестве с Алтмейером провёл исследование для эмпирической проверки гипотезы с использованием показателей SDO и RWA. В результате было установлено, что ориентация на социальное доминирование и склонность к авторитарному лидерству действительно высоко коррелируют с последователями трампизма. Точка зрения Алтемейера и использование им шкалы авторитаризма и SDO для выявления последователей Трампа не является чем-то необычным. Его исследование стало дополнительным подтверждением ранее упомянутых исследований, рассмотренных в работах MacWilliams (2016), Feldman (2020), Choma and Hancock (2017), and Van Assche & Pettigrew (2016).
Исследование не подразумевает, что последователи всегда ведут себя авторитарно, выражение носит условный характер, то есть влияние снижается, если не вызвано страхом и тем, что человек воспринимает как угрозу. Исследование носит глобальный характер, и аналогичные социально-психологические методики анализа трампизма продемонстрировали свою эффективность в выявлении приверженцев подобных течений в Европе, в том числе в Бельгии и во Франции (Lubbers & Scheepers, 2002; Swyngedouw & Giles, 2007; Van Hiel & Mervielde, 2002; Van Hiel, 2012), в Нидерландах (Cornelis & Van Hiel, 2014) и Италии (Leone, Desimoni & Chirumbolo, 2014). Ссылаясь на комментарии участников серии фокус-групп, состоящих из людей, которые голосовали за демократа Обаму в 2012 году, но в 2016 году перешли на сторону Трампа, исследовательница общественного мнения Дайан Фельдман отметила гнев, направленный на правительство и элиты побережья: «„Они думают, что лучше нас, они политически корректны, они демонстрируют добродетель“. „[Трамп] не производит впечатление одного из тех людей, которые думают, что они лучше и дурачат нас“. „Они нас поучают“. „Они даже не посещают церковь“. „Они находятся у власти и пользуются нами“».

### Обоснование в поведении животных
Бывший спикер Палаты представителей Ньют Гингрич объяснил центральную роль доминирования в речи Principles of Trumpism, сравнив необходимый стиль руководства с поведением агрессивного медведя. Исследователь в области психологии Дэн Макадамс считает, что более удачным будет сравнение с доминантным поведением альфа-самцов шимпанзе. Кристофер Бём, профессор биологии и антропологии, согласился с ним, написав: «его модель политического позёрства имеет отголоски того, что я видел в дикой природе в течение шести лет в Танзании, изучая шимпанзе парка Гомбе» и «напоминает классическую демонстрацию альфы».

Макадамс описывает сходство: 
В Твиттере подстрекательские твиты Трампа напоминают преувеличенные проявления альфа-самца. В колониях шимпанзе вожак стаи иногда впадает в ярость и начинает кричать, улюлюкать и бурно жестикулировать, бросаясь на других самцов поблизости. Наступает полное замешательство, соперничающие самцы съёживаются в страхе… Как только хаос заканчивается, наступает период мира и порядка, в течение которого соперничающие самцы отдают дань уважения альфе, навещая его, ухаживая за ним и выражая различные формы подчинения. В случае Трампа его твиты направлены на устрашение врагов и сколачивание своей покорной базы… Эти словесные выпады усиливают доминирование президента, напоминая всем о его гневе и силе.
Приматолог Джейн Гудолл объясняет, что, подобно демонстрации доминирования Трампа, «чтобы произвести впечатление на соперников, самцы, стремящиеся подняться в иерархии доминирования, устраивают зрелищные представления: топают, бьют по земле, волочат ветки, бросают камни. Чем энергичнее и изобретательнее проявление, тем быстрее особь поднимается по иерархической лестнице и тем дольше может удерживать эту позицию». Это сравнение поддержали симпатизирующие Трампу политические обозреватели. Найджел Фараж, ярый сторонник Трампа, заявил, что на президентских дебатах 2016 года, когда Трамп возвышался над Клинтон, он «выглядел как большая серебристая горилла», и добавил, что «он и есть тот большой альфа-самец. Вожак стаи!».
Макадамс отмечает, что аудитория получает возможность опосредованно разделить чувство доминирования благодаря парасоциальной связи, которую его выступление создаёт для последователей, как показано в исследовании Ширы Габриэль, изучавшей этот феномен в роли Трампа в «Кандидате». Психолог пишет, что «телезрители косвенно пережили мир по Дональду Трампу», мир, в котором Трамп говорит: «Человек — самое жестокое из всех животных, а жизнь — это череда сражений, заканчивающихся победой или поражением».

### Коллективный нарциссизм

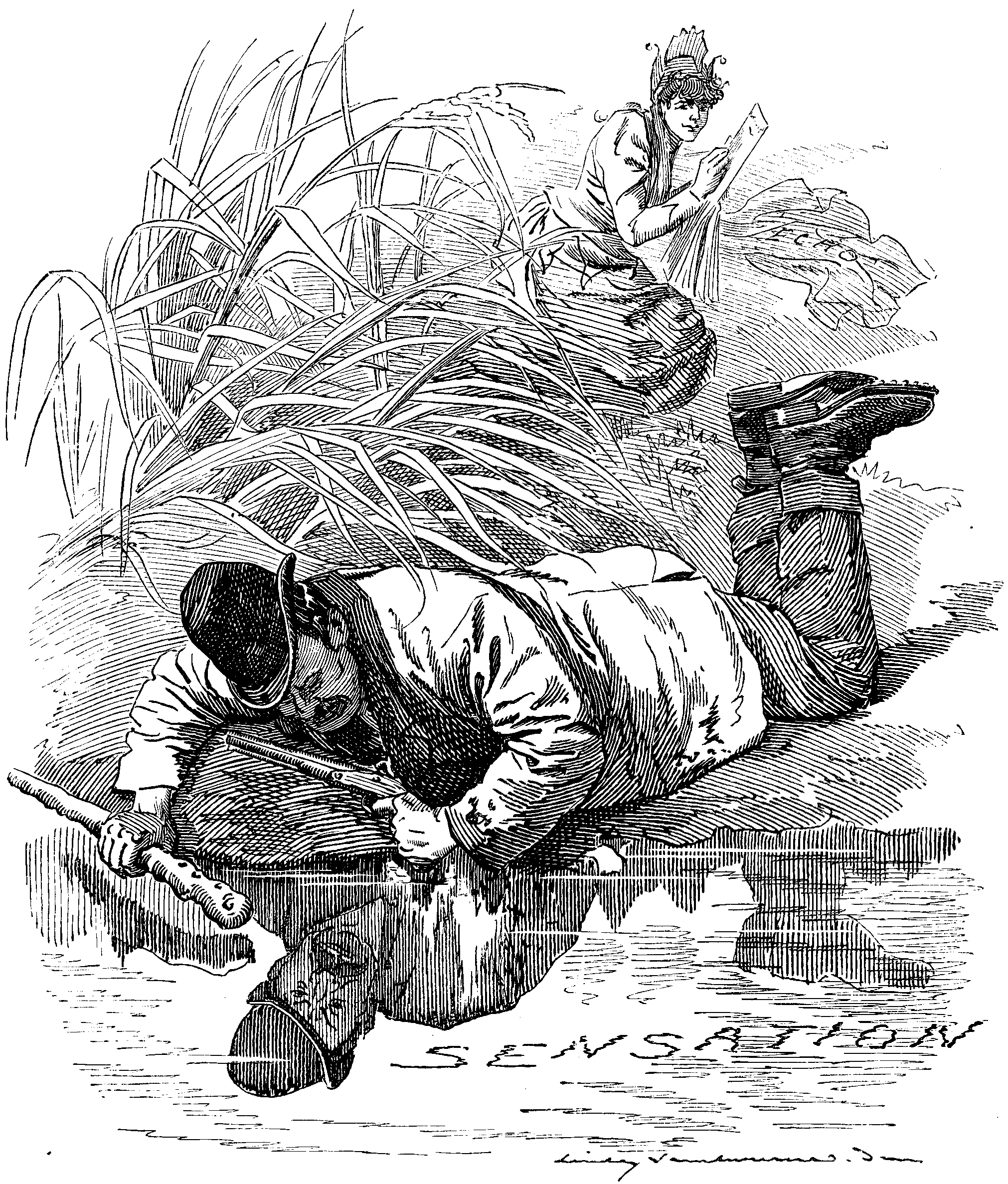
Сатирическая карикатура Punch 1892 года «Новейший Нарцисс».

Культурный антрополог Пол Столлер считает, что Трамп мастерски использует основы культуры знаменитостей: блеск, фантазию, иллюзии, — создавая общую альтернативную реальность, где ложь становится правдой, а сопротивление самой реальности мечтам преодолевается правильным отношением и глубокой уверенностью в себе. Отец Трампа с ранних лет прививал детям позитивный подход к реальности, за который ратовал семейный пастор Норман Винсент Пил. Трамп хвастался, что Пил считал его самым прилежным учеником своей философии, которая считает факты не имеющими значения, поскольку позитивное отношение к ним приводит к материализации ваших «фантазий». Биограф семьи Трампов Гвенда Блэр считает, что Трамп взял философию самоусовершенствования Пила «на вооружение».
Роберт Джей Лифтон, психоисторик и специалист в области природы культов, подчёркивает важность понимания трампизма «как атаки на реальность». Лидер обладает большей властью, если ему удаётся сделать правду неважной для своих последователей. Биограф Трампа Тимоти О’Брайен соглашается с этим, заявляя: 
Это центральный принцип действия трампизма. Если вы постоянно атакуете объективную реальность, то становитесь единственным заслуживающим доверия источником информации, что является одной из его целей в отношениях со своими сторонниками: они не должны верить никому, кроме него. 
Лифтон считает, что Трамп является распространителем солипсической реальности, которая враждебна фактам и становится коллективной, усиливая разочарования и страхи, испытываемые его сообществом ревностных верующих. Социальные психологи называют это коллективным нарциссизмом — распространённым и сильным эмоциональным вложением в идею о том, что его группа имеет особый статус в обществе. Он часто сопровождается хроническим проявлением нетерпимости к внешним группам, межгрупповой агрессией и частыми проявлениями групповой виктимности, всякий раз, когда ин-группа чувствует угрозу в результате воспринимаемой критики или отсутствия должного уважения. Идентичность членов группы тесно связана с коллективной идентичностью, выражаемой её лидером, что побудило ряд исследований изучить её связь с авторитарными движениями. Было продемонстрировано, что показатели коллективного нарциссизма являются мощным прогностическим фактором участия в таких движениях, включая и трампизм.

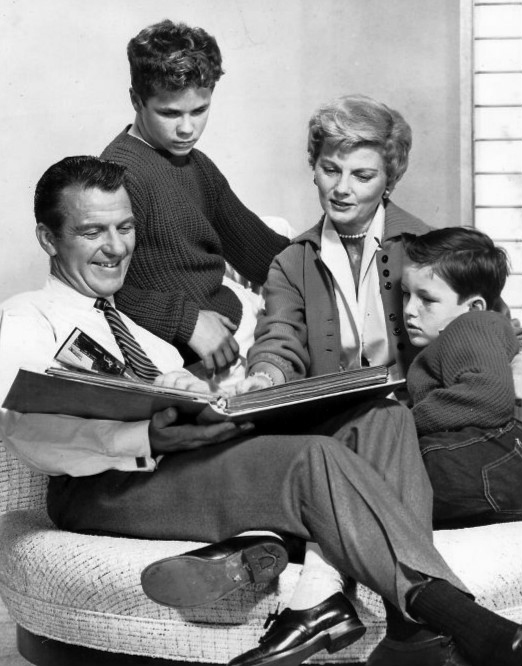
По словам историка Джона Феа, многие последователи Трампа находят общий язык с теми, кто ищет убежища от перемен, призывая вернуться к утопической версии США, которая никогда не существовала.

В своей книге Believe Me, где подробно описывается эксплуатация Трампом политики страха белых евангелистов, профессор истории Университета Мессии Джон Феа указывает на нарциссическую природу причудливых призывов к ностальгии, отмечая, что «в конечном счёте, практика ностальгии по сути своей эгоистична, поскольку сосредоточена исключительно на нашем собственном опыте прошлого, а не на опыте других людей. Например, люди, ностальгирующие по миру сериала „Предоставьте это Биверу“, могут не осознавать, что другие люди, возможно, даже некоторые из тех, кто жил в пригородном „раю“ Кливеров в 1950-х годах, не воспринимали мир таким „прекрасным“. Ностальгия может вызвать у нас „туннельное зрение“. Её выборочное использование прошлого не позволяет признать сложность и широту человеческого опыта…».
По словам Феа, безнадёжность стремления к таким фантастическим версиям идеализированного прошлого «заставляет нас представлять будущее, полное ужаса», превращая всё неизвестное в материал для нарративов заговора, которые легко мобилизуют белых евангелистов, не способных набраться «духовного мужества, необходимого для преодоления страха». В результате они не только принимают эти страхи, но и легко увлекаются такими авторитарными лидерами, как Трамп, которые сначала признают легитимность этих страхов, а затем обещают избавление. В своей рецензии на анализ Феа о влиянии теорий заговора на белых евангелических сторонников Трампа исследователь религиозной политики Дэвид Гуттерман пишет: «Чем сильнее угроза, тем мощнее избавление». По его мнению, 
Дональд Дж. Трамп не изобретал эту формулу; евангелисты, в своём недостатке духовного мужества, требовали и превозносили это послание на протяжении поколений. Несмотря на буквальное библейское заверение не бойся, белые евангелисты настроены на страх, их идентичность подпитывается страхом, а источники страха находятся за каждым незнакомым поворотом.
Исследователь в области социальной теории Джон Кэш отмечает, что повествования о надвигающихся ужасах имеют более широкую аудиторию, чем отдельное сообщество, чья идентичность связана с конкретными коллективными убеждениями, предлагаемыми лидерами белых евангелистов, указывая на исследование Pew 2010 года, которое показало, что 41 % жителей США считают, что мир будет окончательно или вероятно уничтожен к середине столетия. Кэш указывает, что уверенность можно найти и в других нарративах, которые также обладают объединяющим эффектом, связывая единомышленников в общие нарративы «мы против них», например, основанные на расе или политическом абсолютизме. Кэш отмечает, что все политические системы должны в той или иной степени выдержать такое воздействие нарциссизма, фантазий, отсутствия логики и искажений. Кроме того, Кэш считает, что теоретик психоанализа Джоэл Уайтбук прав, говоря, что "социальный опыт трампизма может быть понят как психотическое явление, что «[трампизм — это] намеренная […] атака на наше отношение к реальности». Уайтбук считает, что тактика Трампа аналогична образу действий путинского стратега Владислава Суркова, который использует «неустанную смену форм, обращаясь в один момент к националистически настроенным скинхедам, а в другой — к правозащитным группам».
Кэш проводит сравнение с миром «Алисы в Стране чудес», когда описывает искусную способность Трампа подносить зазеркалье к последователям с разрозненными фантазиями, казалось бы, охватывая их всех в серии противоречивых твитов и заявлений. Он приводит такие примеры, как появление Трампа, поддерживающего и ободряющего «очень хороших людей» среди «протестующих неонацистов, [которые] несли факелы, являющиеся явными признаками ностальгии» после Шарлоттсвилля, или обращение к аудитории с искренними жалобами на первого чернокожего президента Америки, конспирологическими фантазиями, такими как утверждение, что Обама прослушивал его разговоры. Кэш пишет: «В отличие от неунывающей Алисы, которая, шагнув в зазеркалье, настаивает на правде и точности, когда сталкивается с миром инверсий, противоречий, абсурда и иррациональности, Трамп обращает этот процесс вспять. Захваченный собственным образом и поэтому не желающий и не способный переступить через зазеркалье из-за страха нарушить и растворить эту нарциссическую увлечённость предпочитаемым им образом себя, Трамп втянул в наш общий мир раскованный и искажённый мир по ту сторону зазеркалья».

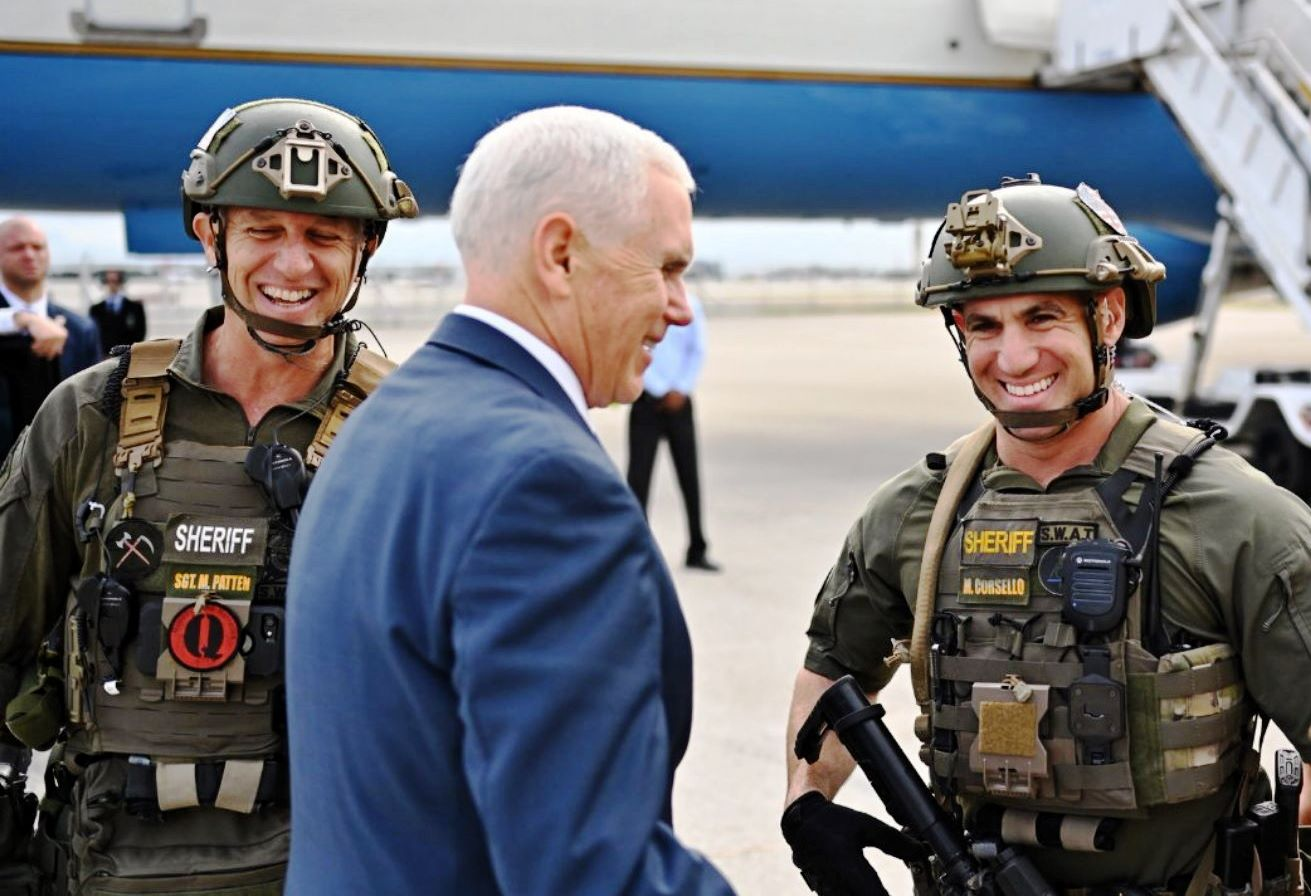
Согласно недавнему опросу, ультраправые теории заговора, такие как QAnon, широко распространены среди сторонников Трампа. На снимке вице-президент Пенс и члены группы спецназа округа Брауард, штат Флорида, прикомандированные к высокопоставленному сотруднику службы безопасности, один из которых носит нашивку QAnon.

Хотя лидер доминирует в общей реальности группы, Лифтон видит важные отличия между трампизмом и типичными культами, такие как отсутствие тоталистической идеологии и то, что изоляция от внешнего мира не используется для сохранения сплочённости группы. Лифтон, однако, выявил многочисленные сходства с культами, принижающими фальшивый мир, в котором заблуждаются посторонние, отдавая предпочтение своей истинной реальности — миру, который превосходит иллюзии и ложную информацию, созданную титаническими врагами культа. Используются и сходные методы убеждения, такие как индоктринация с помощью постоянного повторения шаблонных фраз (посредством реакции на митинг, ретвита или репоста в Facebook) или в совместной реакции на аналогичные заявления авторитета, как лично, так и в онлайн-среде. Примеры включают использование отклика-ответа («Клинтон» вызывает «посадить её»; «иммигранты» — «построить эту стену»; «кто за неё заплатит?» — «Мексика»), тем самым углубляя чувство участия с трансцендентным единством между лидером и сообществом. Участники и наблюдатели митингов отмечают особый вид часто испытываемого чувства освобождения, называемое Лифтоном «приподнятым состоянием», которое «можно даже назвать опытом трансцендентности».
Обозреватель консервативной культуры Дэвид Брукс отмечает, что при Трампе этот постправдивый образ мышления, в значительной степени опирающийся на конспирологические темы, стал доминировать в республиканской идентичности, обеспечивая его сторонникам чувство превосходства, поскольку эти инсайдеры обладают важной информацией, которой нет у большинства людей. Это приводит к усилению чувства причастности с освобождением, правомочием и групповым долгом отвергать «экспертов» и влияние скрытых заговорщиков, стремящихся доминировать над ними. Социальные сети усиливают возможности членов группы по продвижению и расширению связей с единомышленниками в замкнутых эхо-камерах альтернативной реальности. Исследования в области социальной психологии и когнитивистики показывают, что люди ищут информацию и сообщества, подтверждающие их взгляды, и что даже те, у кого достаточно развиты навыки критического мышления для выявления ложных утверждений в неполитическом материале, могут сделать этого при интерпретации фактического материала, несовместимого с их политическими убеждениями. Хотя подобные отступления от общей, основанной на фактах реальности при помощи СМИ появились ещё в 1439 году с появлением печатного станка Гутенберга, новым в социальных сетях является личная связь, созданная благодаря прямым и мгновенным сообщениям лидера, а также постоянная возможность повторять сообщения и участвовать в групповом сигнальном поведении. До 2015 года Трамп уже прочно установил этот тип парасоциальной связи со значительной базой последователей благодаря неоднократным выступлениям на телевидении и в СМИ.

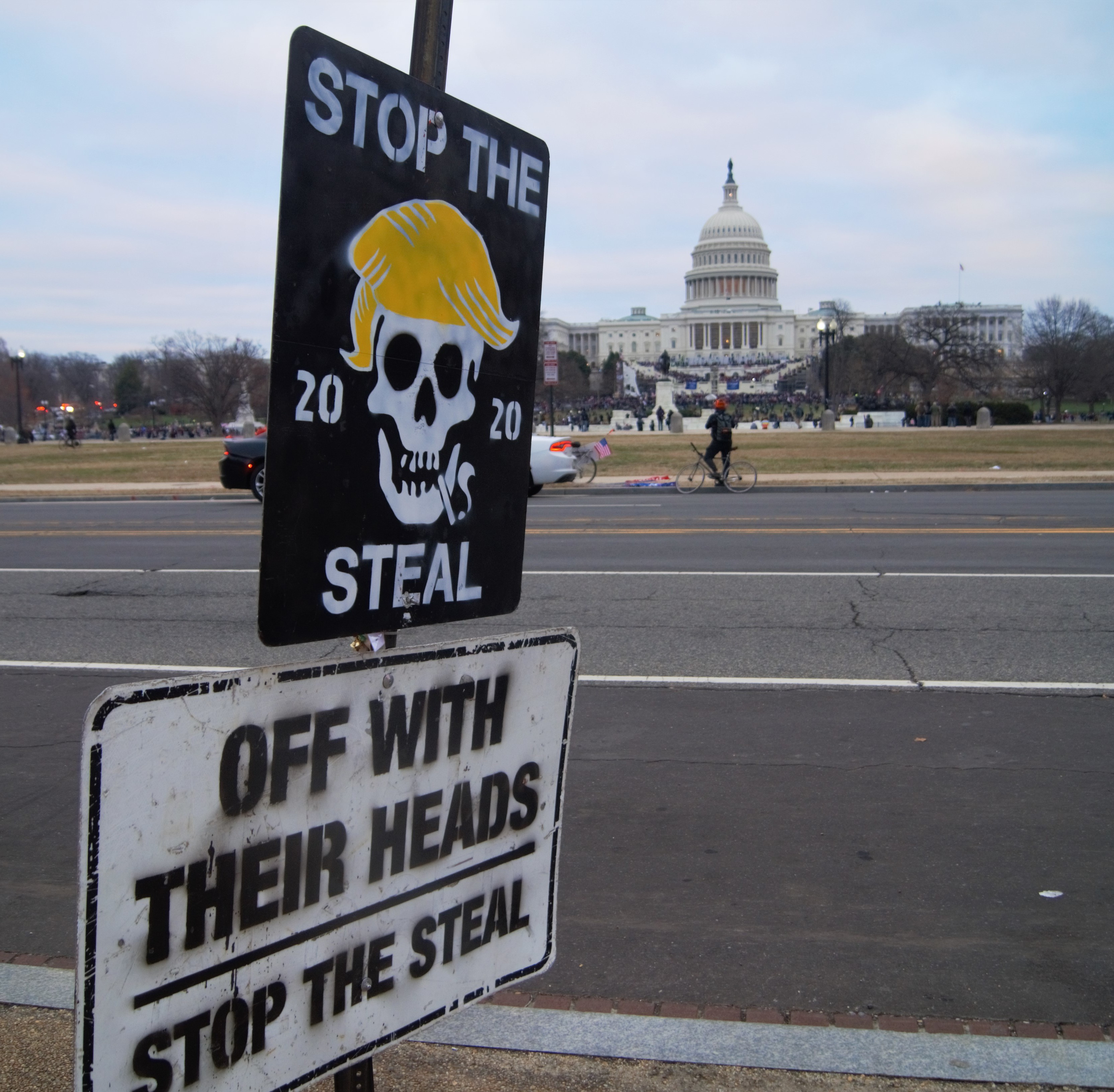
Изображение доминирования с использованием темы заговора «Остановите воровство», установленное в день нападения на Капитолий. Трое из четырёх республиканцев верят в теорию заговора, при этом почти половина одобрила штурм Капитолия.

Для тех, кто разделяет схожие с ним политические взгляды, использование Трампом Твиттера для обмена своими конспиративными взглядами привело к усилению этих эмоциональных связей, заставляя его сторонников чувствовать глубокую эмпатическую связь, как с другом, разделяя его гнев и моральное возмущение, гордясь его успехами, разделяя его отрицание неудач и его зачастую конспиративные взгляды. Учитывая его эффективность как эмоционального инструмента, Брукс считает, что обмен теориями заговора стал самым мощным механизмом сплочения сообщества в XXI веке. Теории заговора обычно имеют сильную политическую составляющую:915, и такие работы, как The Paranoid Style in American Politics Хофштадтера, описывают политическую эффективность этих альтернативных версий реальности. Некоторые приписывают политический успех Трампа тому, что подобные нарративы стали регулярной отличительной чертой трампистской риторики, например, якобы фальсификация выборов 2016 года с целью поражения Трампа, что изменение климата — мистификация китайцев, что Обама не родился в США, различные теории заговора о Клинтонах, что вакцины вызывают аутизм и так далее. Одной из самых популярных, хотя и опровергнутых и дискредитированных, теорий заговора является Qanon, которая утверждает, что высокопоставленные демократы управляют элитной сетью по торговле детьми в целях сексуальной эксплуатации, а президент Трамп прилагает усилия для её ликвидации. Опрос Yahoo-YouGov, проведённый в октябре 2020 года, показал, что эти утверждения Qanon являются не маргинальными, а доминирующими убеждениями среди сторонников Трампа, причём оба элемента теории считают истинными почти половина опрошенных трампистов.
Некоторые социальные психологи считают, что предрасположенность сторонников Трампа к интерпретации социальных взаимодействий с точки зрения структур доминирования распространяется и на их отношение к фактам. Исследование Феликса Суссенбаха и Адама Б. Мура, показало, что мотив доминирования сильно коррелирует с враждебностью к опровергающим доказательствам и симпатией к заговорам среди избирателей Трампа в 2016 году, но не среди избирателей Клинтон. Многие критики отмечают способность Трампа использовать нарратив, эмоции и целый ряд риторических уловок, чтобы вовлечь сторонников в обще групповую авантюру в качестве персонажей истории, гораздо большей, чем они сами. Эта история включает в себя не просто призыв к оружию для победы над титаническими угрозами или героические поступки лидера, восстанавливающего величие Америки, а восстановление индивидуального чувства свободы и власти каждого сторонника контролировать свою жизнь. Трамп направляет и усиливает эти стремления, объясняя в одной из своих книг, что его искажение правды эффективно, потому что играет на величайших фантазиях людей. В отличие от него, Клинтон пренебрежительно отнеслась к такому наполненному эмоциями повествованию и проигнорировала эмоциональную динамику нарратива Трампа.

## СМИ и пилларизация

### Индустрия культуры
Питер Гордон, Алекс Росс, социолог Дэвид Л. Эндрюс и гарвардский политический теоретик Дэвид Лебоу рассматривают концепцию индустрии культуры Теодора Адорно и Макса Хоркхаймера полезной для понимания трампизма. Как объясняет эту концепцию Росс, индустрия культуры копирует «фашистские методы массового гипноза… стирая грань между реальностью и вымыслом», утверждая, что «Трамп — это в такой же степени феномен поп-культуры, как и политики». Гордон отмечает, что эти поставщики популярной культуры не только используют возмущение, но и превращают политику в коммерчески более выгодный продукт, «поляризованное и стандартизированное отражение мнения в формах юмора и театрализованного возмущения на узких нишевых рынках… в пределах которых вы падаете в обморок под любимым лозунгом и уже знаете то, что знаете». Назовите практически любую политическую позицию, и то, что социологи называют пилларизацией, или то, что Франкфуртская школа называла «ярлыковым» мышлением, почти безошибочно предскажет полный набор мнений. Трампизм, с точки зрения Лебоу, является скорее результатом этого процесса, чем его причиной. Он считает, за годы, прошедшие со времени работы Адорно, индустрия культуры превратилась в политизирующий рынок культуры, в"сё больше опирающийся на Интернет, представляющий собой самореферентную гиперреальность, оторванную от любой референтной реальности… сенсационность и изоляция усиливают нетерпимость к диссонансу и враждебность к альтернативным гиперреальностям. В логике самоподкрепляющейся эскалации нетерпимость и враждебность ещё больше поощряют сенсационность и отступление в изоляцию". С точки зрения Гордона, «сам по себе трампизм, можно утверждать, является просто другим названием индустрии культуры, где спектакль возмещённого подавления служит средством продолжения прежней жизни».
С этой точки зрения, в основе трампизма лежит не восприимчивость к психологическому манипулированию людьми с наклонностями к социальному доминированию, а «индустрия культуры», которая эксплуатирует эту и другие восприимчивости, используя механизмы, заставляющие людей думать стандартизированными способами. Бурно развивающаяся культурная индустрия не признаёт никаких политических границ, осваивая эти рынки. Гордон подчёркивает: «Это верно как для левых, так и для правых, и особенно заметно, когда мы поддерживаем то, что сегодня называется политическим дискурсом. Вместо публичной сферы мы имеем то, что Юрген Хабермас давно назвал рефеодализацией общества».
То, что Крайсс называет «основанной на идентичности сводкой СМИ», важно для понимания успеха Трампа, потому что «граждане понимают политику и воспринимают информацию через призму партийной идентичности… Неспособность справиться с социально встроенной публикой и демократией, основанной на группах идентичности, существенно ограничивает нашу способность представить себе дальнейший путь журналистики и СМИ в эпоху Трампа. Как выяснили Fox News и Breitbart, есть сила в утверждении, что они представляют и работают на конкретную аудиторию, независимо от любых абстрактных претензий на представление правды».

### Прибыльность зрелищ и эпатажа
Рассматривая трампизм как развлекательный продукт, некоторые исследования СМИ обращают внимание на сильную зависимость от дискурса возмущения, который, с точки зрения освещения в СМИ, отдавал предпочтение риторике Трампа по сравнению с риторикой других кандидатов из-за симбиотической связи между акцентом на развлекательную ценность такого повествования и коммерческими интересами медиакомпаний. Уникальная форма грубости, использование нарративов возмущения в политических блогах, ток-радио и кабельных новостных шоу в предыдущие десятилетия стало представителем относительно нового жанра СМИ политического мнения, который пережил значительный рост благодаря своей прибыльности. Медиа-критик Дэвид Денби пишет: «Как хороший стендап-комик, Трамп приглашает аудиторию присоединиться к нему в авантюре его выступления — в данном случае, в варварски увлекательном способе ведения президентской кампании, которая оскорбляет всех». Денби утверждает, что Трамп просто хорош в предоставлении такого политического развлекательного продукта, который востребован потребителями. Он отмечает, что 
модель допустимого поведения движения была сформирована популярной культурой — стендап-комедией, а в последнее время — реалити-шоу и привычками сарказма и троллинга в Интернете. Нельзя эффективно говорить, что Дональд Трамп вульгарен, сенсационен и шутовски настроен, когда его аудитория покупает именно вульгарные сенсации и шутовство. Дональд Трамп был произведён Америкой. 
Хотя дискурс возмущения Трампа характеризовался необоснованными утверждениями, мелочными нападками на различные группы и призывами к расовой и религиозной нетерпимости, руководители СМИ не могли игнорировать его прибыльность. Генеральный директор CBS Лесли Мунвес заметил, что «возможно, это не очень хорошо для Америки, но это чертовски хорошо для CBS», продемонстрировав, что форма сообщений трампизма и коммерческие цели медиакомпаний не только совместимы, но и взаимовыгодны. Питер Венер, старший научный сотрудник Центра этики и публичной политики, считает Трампа политическим «шок-жокеем (shock jock)», который «процветает на создании беспорядка, нарушении правил, провоцировании возмущения».
Политическая рентабельность индифферентности была продемонстрирована чрезвычайным количеством бесплатного эфирного времени, предоставленного Трампу в ходе предвыборной кампании 2016 года, оцениваемого в два миллиарда долларов, которое, согласно данным компаний по отслеживанию СМИ, выросло почти до пяти миллиардов к концу общенациональной кампании. Преимущество бесцеремонности было столь же верно и в социальных сетях, где «анализ BuzzFeed показал, что 20 самых популярных фальшивых новостей о выборах, исходящих от сайтов-розыгрышей и гиперпартийных блогов, вызвали большее вовлечение на Facebook (измеряемое долями, реакциями и комментариями), чем 20 лучших новостей о выборах, подготовленных 19 крупными СМИ вместе взятыми, включая New York Times, Washington Post, Huffington Post и NBC News».

### Социальные медиа
|                  | Donald J. Trump | через Twitter |
| @realDonaldTrump |                 |               |

             My use of social media is not Presidential – it's MODERN DAY PRESIDENTIAL. Make America Great Again!
         

            Я использую социальные сети не просто по-президентски — это стиль президента сегодняшнего дня. Сделаем Америку снова великой!
        

        2017-07-01
    

Проводя обзор исследований о том, как коммуникация Трампа подходит для социальных сетей, Брайан Отт пишет, что «комментаторы, изучавшие публичный дискурс Трампа, заметили речевые модели, которые близко соответствуют тому, что я определил как три определяющие черты Твиттера [упрощение, импульсивность и агрессивность]». Медиа-критик Нил Гэблер придерживается аналогичной точки зрения, когда пишет: «То, чем Рузвельт был для радио, а Кеннеди для телевидения, Трамп является для Твиттера». Эксперт по дискурсу возмущения Патрик О’Каллаган утверждает, что социальные медиа наиболее эффективны, когда используют специфический тип коммуникации, на который полагается Трамп. О’Каллаган отмечает, что социолог Сара Соберай и политолог Джеффри М. Берри в 2011 году практически идеально описали стиль общения в социальных сетях, который использовал Трамп задолго до начала своей президентской кампании. Они объяснили, что такой дискурс 
[включает] попытки спровоцировать интуитивные реакции (например, гнев, праведность, страх, моральное негодование) со стороны аудитории путём использования чрезмерных обобщений, сенсаций, вводящей в заблуждение или откровенно неточной информации, апелляций к личности и полуправды об оппонентах, которыми могут быть отдельные лица, организации или целые сообщества по интересам (например, прогрессисты или консерваторы) или обстоятельства (например, иммигранты). Возмущение избегает запутанных нюансов сложных политических вопросов в пользу мелодрамы, искажённого преувеличения, насмешек и маловероятных предсказаний надвигающейся гибели… это не столько дискуссия, сколько словесное состязание, политический театр с подсчётом очков.
Благодаря узковещательной среде Facebook и Twitter, в которой процветает дискурс возмущения, использование Трампом таких сообщений почти при каждой возможности было, по мнению О’Каллагана, чрезвычайно эффективным, поскольку твиты и посты распространялись вирусным образом среди единомышленников, быстро создавая значительную информационную эхо-камеру, явление, которое Касс Санстейн определяет как групповую поляризацию, а другие исследователи называют типом самоподкрепляемой гомофилии. В рамках этих информационных коконов для компаний социальных сетей не имеет особого значения, является ли большая часть распространяемой информации ложной, потому что, как отмечает критик цифровой культуры Оливия Солон, «истинность контента менее важна, чем то, что он шэрится, лайкается и монетизируется». Ссылаясь на исследование Pew Research, согласно которому 62 % взрослых американцев получают новости из социальных медиа, Брайан Отт выражает тревогу, «поскольку „новостной“ контент в социальных медиа регулярно содержит ложные и вводящие в заблуждение истории из источников, лишённых редакционных стандартов». Медиа-критик Алекс Росс также встревожен, отмечая, что «монополии Кремниевой долины приняли идеологически пустое отношение к росту уродства в Интернете» и что «неспособность Facebook остановить распространение фальшивых новостей во время предвыборной кампании [Трампа против Клинтон] не должна была никого удивить. … Трафик превыше этики».

О’Каллаган анализирует использование Трампом социальных медиа так: 
Возмущение бьёт по эмоциональным нервам и поэтому льёт воду на мельницу популистов или социальных антагонистов. Во-вторых, чем масштабнее и распространённее дискурс возмущения, тем больше он оказывает пагубное влияние на социальный капитал. Это происходит потому, что он приводит к недоверию и непониманию между отдельными людьми и группами, укоренившимся позициям, ощущению «мы против них». В таком понимании дискурс возмущения не только порождает крайние и поляризующие взгляды, но и обеспечивает продолжение цикла таких взглядов. (Рассмотрим также в этом контексте Wade Robison (2020) о «заражении страстью» и Cass Sunstein (2001, стр. 98—136) о «кибертечениях»). 
Отт соглашается с этим, утверждая, что заражение — лучшее слово для описания вирусной природы дискурса возмущения в социальных медиа, и пишет, что «простые, импульсивные и бесцеремонные твиты Трампа не просто отражают сексизм, расизм, гомофобию и ксенофобию; они распространяют эти идеологии, как социальный рак». Уэйд Робисон предупреждает, что эмоциональное заражение не следует путать с заражением страстями, которое занимало Джеймса Мэдисона и Дэвида Юма. Робисон утверждает, что они недооценили механизм заражения страстями, действующий в движениях, современное выражение которого включает удивительные явления быстро мобилизованных сторонников в социальных сетях, стоящих за «арабской весной» и президентской кампанией Трампа. Он пишет: «Дело не в том, что мы что-то испытываем, а затем, оценивая это, увлекаемся этим или нет», и подразумевает, что «у нас есть возможность проверки наших страстей». По мнению Робисона, заражение влияет на то, как сама реальность переживается сторонниками, поскольку оно воздействует на субъективную уверенность, так что те, кто переживает общую заразную альтернативную реальность, не знают, что они приняли убеждение, которое им следует оценить.

## Похожие движения, политики и личности

### Исторический фон в Соединённых Штатах

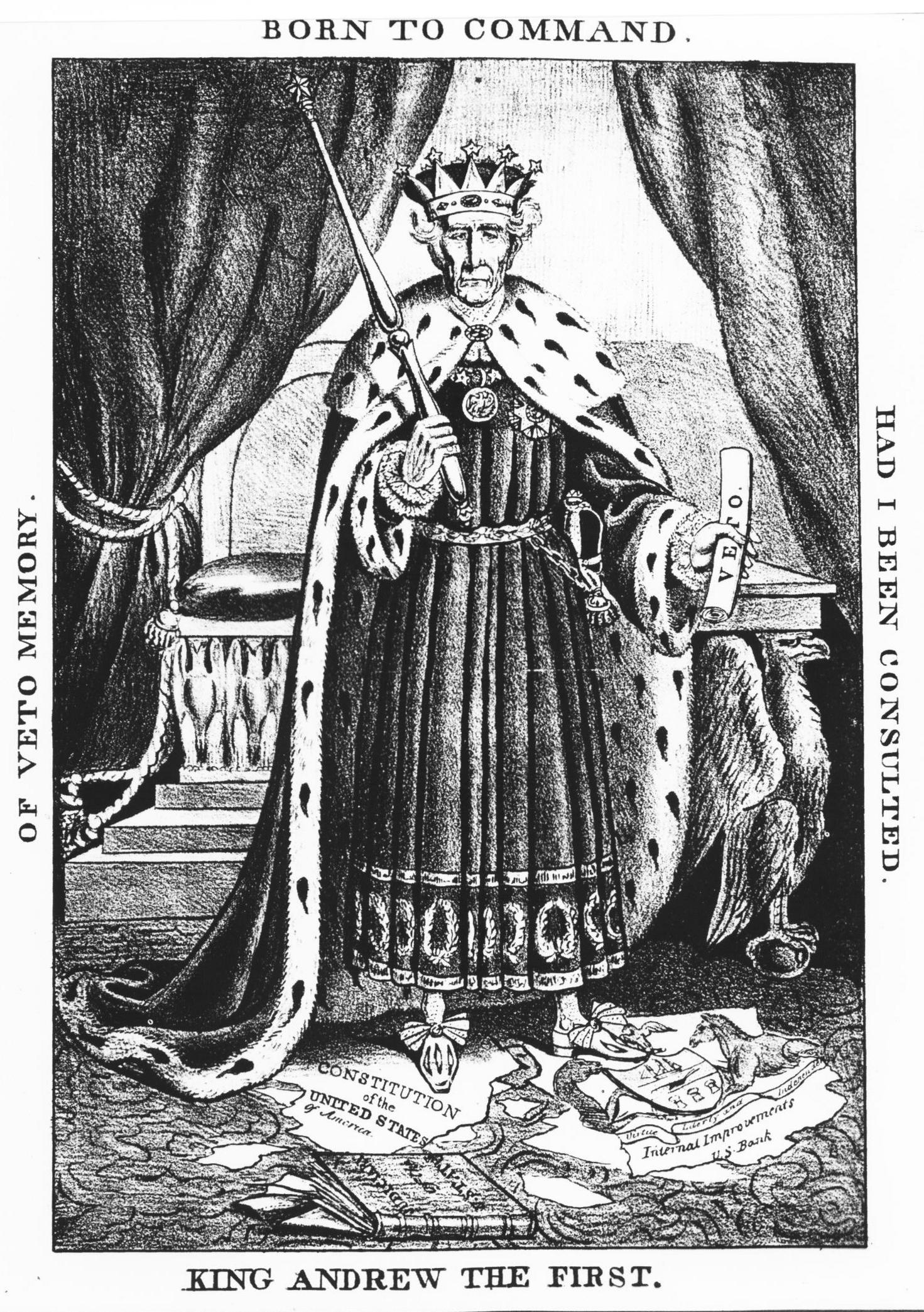
Политическая карикатура 1832 года, изображающая Эндрю Джексона в виде самодержавного короля, поправшего конституцию.

По мнению учёных Уолтера Рассела Мида, Питера Каценштейна и Эдвина Кента Морриса:20, корни Трампизма в США можно проследить до Джексоновской эпохи. Эрик Раухвей отмечает: «Трампизм — нативизм и превосходство белой расы — имеет глубокие корни в американской истории. Но сам Трамп использовал его в новых и злонамеренных целях».
Последователи Эндрю Джексона считали его одним из них, с энтузиазмом поддерживая его пренебрежение политически корректными нормами XIX века и даже конституционным правом, когда они стояли на пути государственной политики, популярной среди его последователей. Джексон проигнорировал решение Верховного суда США по делу «Вустер против штата Джорджия» и инициировал принудительное переселение чероки с их защищённых договором земель в интересах белых местных жителей ценой от 2 000 до 6 000 погибших мужчин, женщин и детей чероки. Несмотря на такие случаи джексоновской бесчеловечности, Мид считает, что джексонианство обеспечивает исторический прецедент, который объясняет движение последователей Трампа, сочетая в себе народное презрение к элитам, глубокое подозрение к заморским связям и одержимость американской властью и суверенитетом белой Америки, признавая, что оно часто было ксенофобским, «только для белых» политическим движением. Мид считает, что этот «голод в Америке по джексоновской фигуре» подталкивает последователей к Трампу, но предостерегает, что исторически «тот не является вторым пришествием Эндрю Джексона», отмечая, что «его предложения, как правило, были довольно расплывчатыми и часто противоречивыми», демонстрируя общую слабость новоизбранных популистских лидеров, комментируя в начале его президентства, что «теперь он сталкивается с трудностями, знаете ли, „как управлять?“».
Моррис согласен с Мидом, определяя корни трампизма в Джексоновской эпохе с 1828 по 1848 год при президентстве Джексона, Мартина Ван Бюрена и Джеймса Н. Полка. По мнению Морриса, трампизм также имеет сходство с фракцией прогрессивного движения после Первой мировой войны, которая потакала консервативному популистскому отвращению к более свободной морали космополитических городов и меняющемуся расовому облику Америки:20. В работе The Age of Reform (1955) историк Ричард Хофштадтер определил возникновение этой фракции, когда «большая часть прогрессивно-популистской традиции испортилась, стала нелиберальной и нетерпимой».

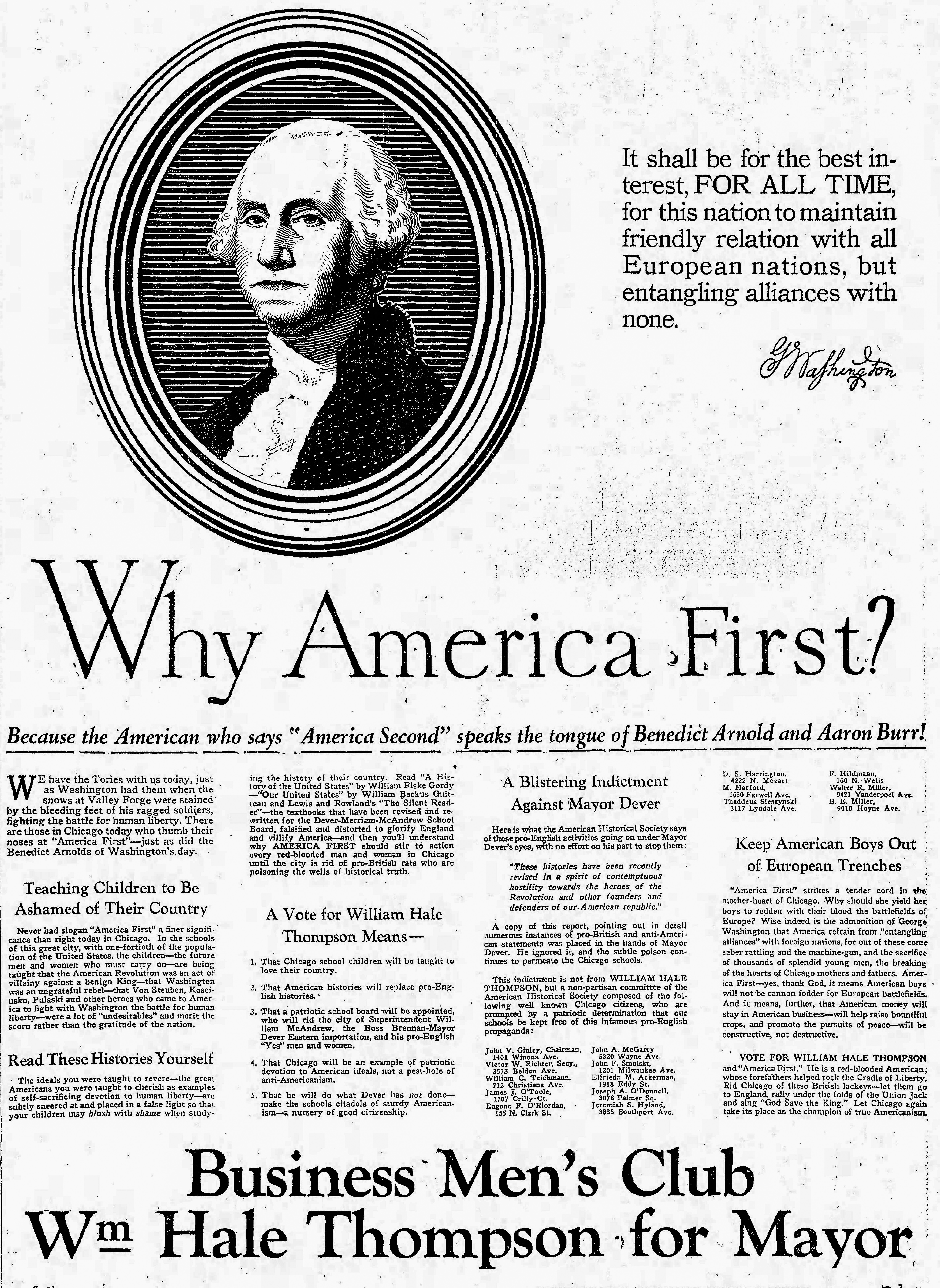
Политическая реклама 1927 года «Америка прежде всего», пропагандирующая изоляционизм и устанавливающая эмоциональные связи кандидата в мэры Чикаго Уильяма Хейла Томпсона с его ирландскими сторонниками путём очернения Великобритании.

В начале XX века консервативные темы трампизма были выражены в движении комитета «Америка прежде всего», а после Второй мировой войны были приписаны фракции Республиканской партии, известной как «Старые правые». К 1990-м годам это движение стало известно как палеоконсервативное, которое, по словам Морриса, теперь переименовано в трампизм:21. В книге Лео Лёвенталя Prophets of Deceit (1949) обобщены распространённые нарративы, выраженные в послевоенный период этой популистской периферией, в частности, рассматриваются американские демагоги того периода, когда СМИ были привержены тому же деструктивному стилю политики, который, по мнению историка Чарльза Клейви, представляет собой трампизм. По мнению Клейви, книга Лёвенталя лучше всего объясняет непреходящую привлекательность трампизма и предлагает наиболее яркие исторические сведения об этом движении.
Журналист Николас Леманн, пишущий для The New Yorker, утверждает, что идеология послевоенного фузионизма Республиканской партии, слияния пробизнесового партийного истеблишмента с нативистскими и изоляционистскими элементами, которые тяготели к Республиканской, а не Демократической партии, к которым позже присоединились евангельские христиане, «встревоженные ростом секуляризма», стала возможной благодаря холодной войне и «взаимному страху и ненависти к распространению коммунизма». В статье Politico трампизм назван «маккартизмом на стероидах».
Пропагандируемый Уильямом Ф. Бакли — младшим и воплощённый в жизнь Рональдом Рейганом в 1980 году, фузионизм утратил свою клейкость с распадом Советского Союза, за которым последовал рост неравенства доходов в США и глобализация, что «вызвало серьёзное недовольство среди белых со средним и низким уровнем доходов» внутри и вне Республиканской партии. После того, как на президентских выборах 2012 года Митт Ромни потерпел поражение от Барака Обамы, партийный истеблишмент принял протокол «результатов вскрытия» под названием проект «Рост и возможности», который «призывал партию подтвердить свою идентичность как прорыночную, скептическую настроенную к правительству, этнически и культурно инклюзивную». Игнорируя выводы доклада и партийный истеблишмент в своей кампании, Трамп «выступал против большего числа своих собственных партийных чиновников … чем любой кандидат в президенты в новейшей американской истории», но в то же время набрал «больше голосов» на республиканских праймериз, чем любой предыдущий кандидат в президенты. К 2016 году, по словам политического аналитика Карла Роува, «люди хотели, чтобы кто-нибудь бросил кирпич в стеклянную витрину». Его успех в партии был таков, что опрос, проведённый в октябре 2020 года, показал, что 58 % опрошенных республиканцев и республикански настроенных самовыдвиженцев, считают себя сторонниками Трампа, а не Республиканской партии.

### Тенденция к нелиберальной демократии
Трампизм сравнивали с макиавеллизмом и итальянским фашизмом Бенито Муссолини. Американский историк Роберт Пэкстон задаётся вопросом, является ли отступление от демократии, очевидное в трампизме фашизмом. По состоянию на 2017 год он считал, что это больше похоже на плутократию — правительство, контролируемое богатой элитой. Однако изменил своё мнение после захвата Капитолия США в 2021 году, заявив, что понимать трампизм как форму фашизма «не только приемлемо, но и необходимо». Профессор социологии Дилан Джон Райли называет трампизм необонапартистским патримониализмом, поскольку у него нет такой же привлекательности для массовых движений, как у классического фашизма, чтобы им быть.

В 2015 году британский историк Роджер Гриффин заявил, что Трамп не является фашистом, потому что не ставит под сомнение политику США, а также не хочет полностью упразднить демократические институты. После насильственной попытки вмешательства сторонников Трампа в мирную передачу власти во время нападения на Капитолий, он остался на своей позиции:
Трамп слишком патологически непоследователен и интеллектуально неполноценен, чтобы быть фашистом, и страдает синдромом дефицита внимания, недостатком самопознания, способностью к отрицанию, нарциссизмом, а также абсолютным невежеством и отсутствием культуры или образования в такой степени, которая исключает макиавеллиевский ум и ненасытное любопытство и знания о современной истории и политике, необходимые для захвата власти по примеру Муссолини и Гитлера.
Аргентинский историк Федерико Финкельштейн считает, что между перонизмом и трампизмом существуют значительные пересечения, поскольку заметно их взаимное пренебрежение к современной политической системе (как в области внутренней, так и внешней политики). Американский историк Кристофер Браунинг считает долгосрочные последствия политики Трампа и поддержки, которую он получает от Республиканской партии, потенциально опасными для демократии. В немецкоязычной дискуссии этот термин сначала появлялся лишь спорадически, в основном в связи с кризисом доверия к политике и СМИ и описывал стратегию преимущественно правых политических сил, которые хотят разжечь этот кризис, чтобы извлечь из него выгоду. В немецкой литературе анализ трампизма более разнообразен.
В книге How to Lose a Country: The 7 Steps from Democracy to Dictatorship турецкая писательница Эдже Темелкуран описывает трампизм как эхо ряда видений и тактик, которые выражал и использовал турецкий политик Реджеп Тайип Эрдоган во время своего прихода к власти: правый популизм, демонизация прессы, подрыв устоявшихся и доказанных фактов посредством большой лжи (как исторической, так и научной), откат от демократии, такой как демонтаж судебных и политических механизмов, представление систематических проблем, таких как сексизм или расизм в качестве единичных случаев, и создание идеального гражданина.
Политолог Марк Блит и его коллега Джонатан Хопкин соглашаются, что между трампизмом и аналогичными движениями в сторону нелиберальных демократий по всему миру существует сильное сходство, но не считают трампизм движением, которым движут только отвращение, утрата и расизм. Хопкин и Блит утверждают, что как справа, так и слева глобальная экономика способствует росту неонационалистических коалиций, которые находят последователей, желающих освободиться от ограничений, налагаемых на них истеблишментом, члены которого выступают за неолиберальную экономику и глобализм. Другие подчёркивают отсутствие интереса к поиску реальных решений выявленных социальных проблем, а также считают, что те люди и группы, проводящие эту политику, на самом деле следуют схеме, которая была определена такими исследователями в области социологии, как Лео Лёвенталь и Норберт Гутерман, как возникшая после Второй мировой войны в результате работы Франкфуртской школы. Исходя из этой точки зрения, такие книги, как Prophets of Deceit Лёвенталя и Гутермана, предлагают лучшее понимание того, как такие движения, как трампизм, обманывают своих последователей, увековечивая их страдания и подготавливая их к переходу к нелиберальной форме правления.

### Предвестники

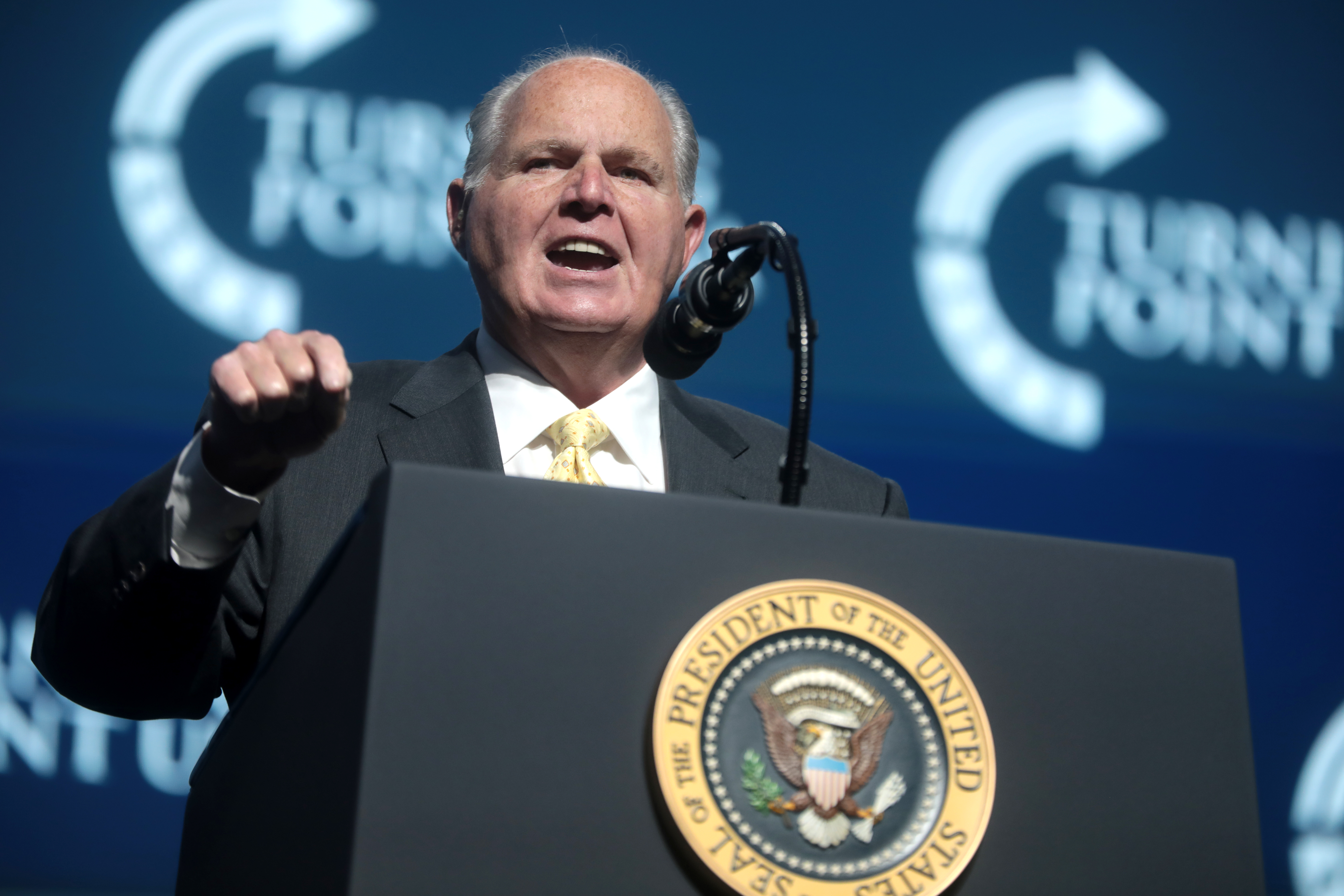
Раш Лимбо выступает в Уэст-Палм-Бич в 2019 году.

Некоторые аналитики считают, что Трамп следовал плану по использованию возмущения, разработанному на партийном кабельном телевидении и радиопередачах, таких как радиошоу Раша Лимбо — стиль, который изменил американское консервативное радио и политику за десятилетия до Трампа. Обоих объединяла «медийная слава» и «сверхвысокое умение произвести эффект», и они создали огромную базу поклонников, используя политику как развлечение, атакуя политические и культурные цели такими способами, которые в предшествующие годы считались бы неоправданными и выходящими за рамки допустимого.
Оба отличались «оскорблениями, прозвищами» (например, Лимбо называл юную Челси Клинтон «собакой Белого дома», Трамп высмеивал внешность жены Теда Круза); теориями заговора (Лимбо утверждал, что законопроект Obamacare 2010 года узаконит «панели смерти» и «эвтаназию» пожилых американцев, Трамп утверждал, что он выиграл выборы 2020 года со значительным перевесом, но у него их «украли»); оба утверждали, что глобальное потепление — мистификация, Барак Обама не является гражданином США по рождению, а опасность COVID-19 чрезвычайно преувеличена либералами; оба нападали на чернокожих квотербеков (Лимбо критиковал Донована Макнабба, а Трамп — Колина Каперника); оба высмеивали людей с ограниченными возможностями, причём Лимбо размахивал руками, имитируя болезнь Паркинсона Майкла Джей Фокса, а Трамп сделал то же самое, чтобы имитировать артрогрипоз репортёра Сержа Ковалески, хотя позже он отрицал, что сделал это. Лимбо, которого Трамп наградил Президентской медалью Свободы в 2020 году, предшествовал Трампу в направлении Республиканской партии от «серьёзных, содержательных лидеров мнений и политиков» в сторону политических провокаций, развлечений и антиинтеллектуализма, а также в популяризации и нормализации для «многих республиканских политиков и избирателей» того, что до его появления «они могли думать», но «опасались высказать». Миллионы его поклонников были очень лояльны и «развили способность оправдывать… и отклонять» его высказывания, какими бы оскорбительными и возмутительными они ни были, «говоря, что либералы просто истеричны или ненавистны. И многие любили его за это ещё больше».

### Влияние на будущее
Ясмин Серхан в статье для The Atlantic утверждает, что заявление Трампа после импичмента о том, что «наше историческое, патриотическое и прекрасное движение „Сделаем Америку снова великой“ только начинается», следует воспринимать серьёзно, поскольку трампизм — это популистское движение, управляемое «личностью», а другие подобные движения, такие как берлусконизм в Италии, перонизм в Аргентине и фухиморизм в Перу, «редко исчезают после ухода их лидеров с поста». Бобби Джиндл и Алекс Кастельянос написали в журнале Newsweek, что отделение трампизма от самого Дональда Трампа имеет решающее значение для будущего Республиканской партии после его поражения на президентских выборах в США в 2020 году.

## Внешняя политика
Внешняя политика трампизма резюмируется лозунгом «Америка прежде всего»: унилатеризм предпочитается многосторонней политике, а акцент смещается на национальные интересы, особенно в контексте экономических договоров и союзнических обязательств. Трамп продемонстрировал пренебрежение к традиционным американским союзникам, таким как Канада, а также к трансатлантическим партнёрам по НАТО и Европейскому союзу. Напротив, он проявлял симпатию к автократическим правителям, таким как президент России Владимир Путин,которого Трамп часто хвалил ещё до вступления в должность, а также во время саммита Россия — США в 2018 году,и лидер Северной Кореи Ким Чен Ын. Внешняя политика «Америка прежде всего» включает обещания Трампа прекратить участие Америки в зарубежных войнах, в частности на Ближнем Востоке,и одновременно ужесточить внешнюю политику посредством ввода санкций против Венесуэлы и Ирана.
Внешняя политика администрации Трампа была направлена на поддержании внутренней безопасности путём борьбы с международным терроризмом и укрепления пограничной политики, а также контроля иммиграции в страну; постепенном расширении военного контингента США и сближении правительства с коммерческим сектором

## Экономическая политика
С точки зрения экономической политики, трампизм обещает «новые рабочие места и увеличение внутренних инвестиций». Жёсткая линия Трампа против избыточного экспорта торговых партнёров США и общая протекционистская торговая политика привели к напряжённой ситуации 2018 года, когда между США, с одной стороны, и Европейским союзом и Китаем, с другой, возникли взаимные импортные тарифы. Трамп обеспечивает поддержку своей политической базы посредством политики, делающей упор на неонационализм и критику глобализации.
Напротив, в работе Identity Crisis: The 2016 Presidential Campaign and the Battle for the Meaning of America высказывается мнение, что Трамп «радикализировал экономику» по отношению к своей базе белых избирателей от рабочего до среднего классов, продвигая идею о том, что «недостойные группы [меньшинства] вырываются вперёд, в то время как их группа остаётся позади».
Экономическая политика администрации Трампа характеризовалась снижением налогов для частных лиц и корпораций, попытками отменить Закон о доступном здравоохранении, торговым протекционизмом, ограничением иммиграции, дерегулированием, ориентированным на защиту частного капитала в энергетическом и финансовом секторах, а также ответными мерами на пандемию COVID-19.

## За пределами США

### Канада
По данным Global News, журнала Maclean's, Canada’s National Observer, Toronto Star и The Globe and Mail, в Канаде существует трампизм. В интервью The Current в ноябре 2020 года, сразу после выборов 2020 года в США, профессор права Аллан Рок, который работал генеральным прокурором Канады и послом Канады в ООН, описал трампизм и его потенциальное влияние на Канаду. Рок отметил, что даже проиграв выборы, Трамп пробудил «нечто, что никуда не денется». Он сказал, что это нечто «мы теперь можем назвать трампизмом» — сила, которой «овладел» Трамп, «дала выражение скрытому разочарованию и гневу, возникающему из-за экономического неравенства, из-за последствий глобализации». Рок предупредил, что Канада должна «остерегаться от распространения трампизма», который он назвал «дестабилизирующим», «грубым», «националистическим», «уродливым», «вызывающим разногласия», «расистским» и «злобным», добавив, что ощутимое воздействие в Канаде «откровенно расистского поведения», связанного с трампизмом, заключается в том, что расисты и белые супрематисты усилили своё влияние с 2016 года, что привело к резкому увеличению числа этих организаций в Канаде и шокирующе высокому росту числа преступлений на почве ненависти в 2017 и 2018 годах в Канаде.
Maclean’s и Star ссылаются на исследования Фрэнка Грейвса, который в течение ряда лет изучал рост популизма в Канаде. В статье, опубликованной 30 июня 2020 года в журнале School of Public Policy авторы описали снижение доверия к новостям и журналистам с 2011 года в Канаде, а также рост скептицизма, который «отражает зарождающееся убеждение в фальшивости новостей, столь очевидное для сторонников популизма Трампа». Грейвс и Смит написали о влиянии на Канаду «нового авторитарного или упорядоченного популизма», который привёл к избранию в 2016 году президента Трампа. По их словам, популистских взглядов придерживаются 34 % канадцев, большинство из которых проживает в Альберте и Саскачеване, которые, как правило, «старше, менее образованы и принадлежат к рабочему классу», с большей вероятностью примут «упорядоченный популизм» и «более склонны» к консервативным политическим партиям. Этот «упорядоченный популизм» включает такие понятия, как правый авторитаризм, покорность, враждебность к чужакам и сильные люди, которые отвоюют страну у «коррумпированной элиты» и вернут её в лучшие времена истории, где было больше закона и порядка. Он ксенофобен, не доверяет науке, не сочувствует вопросам гендерного и этнического равенства и не является частью здоровой демократии. Авторы говорят, что этот упорядоченный популизм достиг в Канаде «критической силы», которая вызывает поляризацию и с которой необходимо бороться.
Согласно опросу канадских избирателей, проведённому в октябре 2020 года Léger для 338Canada, в Консервативной партии Канады, которая на момент опроса находилась под руководством Эрина О’Тула, растёт число «протрамповских консерваторов». По мнению Maclean’s, это может объяснить социально-консервативную кампанию О’Тула «True Blue». Консервативная партия Канады также включает в себя «центристских» консерваторов, а также «красных тори», которых также называют small-c conservative, правоцентристскими или патерналистскими консерваторами в соответствии с традицией тори в Великобритании. О’Тул представил модифицированную версию лозунга Трампа «Верните Канаду» в видеоролике, выпущенном в рамках его официальной платформы для выдвижения кандидатуры на пост лидера. В конце видео он призвал канадцев «[присоединиться] к нашей борьбе, давайте вернём Канаду». В интервью CBC от 8 сентября 2020 года на вопрос, отличается ли его политика «Канада прежде всего» от политики Трампа «Америка прежде всего», О’Тул ответил: «Нет». В своей речи 24 августа 2019 года, признавая победу преемника Эрина О’Тула в качестве новоизбранного лидера Консервативной партии, Эндрю Шир предостерёг канадцев от веры «нарративам» основных СМИ, призвав «бросить вызов» и «перепроверить… то, что они видят по телевизору и в Интернете», обращаясь к «умным, независимым, объективным организациям, таким как The Post Millennial и True North». По данным The Observer, директором по маркетингу The Post Millennial является Джефф Боллингол — основатель праворадикальной организации «Ontario Proud».
После выборов 2020 года в США обозреватель National Post и бывший газетный «магнат» Конрад Блэк, который «десятилетиями» дружил с Трампом и получил президентское помилование в 2019 году, в своих колонках повторял «безосновательные утверждения [Трампа] о массовых нарушениях на выборах», предполагая, что те были украдены.

### Европа
Трампизм набирает обороты и в Европе. Такие политические партии, как «Истинные финны» и французское «Национальное объединение», были названы трампистскими по своей природе. Бывший советник Трампа Стив Бэннон назвал премьер-министра Венгрии Виктора Орбана «Трампом до Трампа».

### Бразилия
В Бразилии Жаир Болсонару, которого иногда называют «бразильским Дональдом Трампом» и часто характеризуют как правого экстремиста, считает Трампа образцом для подражания и, по словам Джейсона Стэнли, использует ту же фашистскую тактику. Как и Трамп, Болсонару находит поддержку среди евангелистов за свои взгляды на проблемы культурных войн. Вместе с союзниками он публично подверг сомнению подсчёт голосов Джо Байдена после ноябрьских выборов. Некоторые аналитики предупреждают, что связи Бразилии с США могут быть ещё больше подорваны «слепой верой в трампизм и отсутствием прагматизма».

### Нигерия
По данным The Guardian и The Washington Post, в Нигерии существует значительная симпатия к Трампу. Популярности Дональда Трампа среди христиан Нигерии способствовали его комментарии по поводу этнорелигиозных конфликтов между христианами и преимущественно мусульманским племенем фулани, в которых он заявил: «У нас были очень серьёзные проблемы с христианами, которых убивают в Нигерии. Мы будем работать над этой проблемой очень, очень усердно, потому что мы не позволим подобному происходить». Дональда Трампа восхваляет Коренные народы Биафры (IPOB), сепаратистская группа, выступающая за независимость Биафры от Нигерии и причисленная правительством Нигерии к террористическим группировкам. IPOB заявила, что он «верит в неотъемлемое право коренного народа на самоопределение», а также похвалила его за «прямое и серьёзное обращение и требование немедленно положить конец серийным убийствам христиан в Нигерии, особенно биафранских христиан».
После победы Трампа на президентских выборах 2016 года лидер IPOB Ннамди Кану написал письмо Трампу, в котором утверждал, что его победа возложила на него «историческое и моральное бремя… освобождения порабощённых народов Африки». После инаугурации Трампа в январе 2017 года IPOB организовала митинг в поддержку Трампа, вылившийся в ожесточённые столкновения с нигерийскими силами безопасности, в результате которых погибли и были арестованы несколько человек. 30 января 2020 года Ннамди Кану присутствовал на митинге Трампа в Айове в качестве специального VIP-гостя по приглашению Республиканской партии Айовы. Согласно опросу Pew Research, проведённому в 2020 году, 58 % нигерийцев положительно относятся к Дональду Трампу, что является 4-м показателем в мире. По мнению Джона Кэмпбелла из Совета по международным отношениям, популярность Трампа в Нигерии можно объяснить «проявлением всеобщего разочарования в стране, характеризующейся растущей бедностью, многочисленными угрозами безопасности, растущей волной преступности и правительством, которое считают безразличным и коррумпированным», и его популярность, скорее всего, отражает более состоятельных городских нигерийцев, а не большинство населения, которые живут в сельской местности или городских трущобах и вряд ли имеют твёрдое мнение о Трампе.

### Иран
Дональд Трамп и его политика в отношении Ирана получили высокую оценку иранской оппозиционной группировки «Restart», которая также поддерживает американские военные действия против Ирана и предлагает сражаться вместе с американцами за свержение иранского правительства. Группировка даже приняла лозунг «Сделаем Иран снова великим».
Ариан Табатабаи сравнила «Restart» с QAnon с точки зрения «глобального конспирологического мышления». Среди конспирологических теорий, поддерживаемых сообществом, есть версия о том, что высший руководитель Ирана Али Хаменеи умер (или впал в кому) в 2017 году, а его роль на публике играет двойник.

### Комментарии
1. ↑  Корнел Уэст использует термин неофашист. Бадью называет Трампа предтечей рождения нового или демократического фашизма[24], в то время как Траверсо предпочитает понятие постфашизм для описания «новых лиц фашизма», таких как Трамп или Сильвио Берлускони, продвигающих модель демократии, «которая разрушает любой процесс коллективного обсуждения в пользу отношений, сливающих воедино народ и лидера, нацию и её вождя»[25]. Тариццо, напротив, описывает Трампа как часть того, что Пьер Паоло Пазолини называл новым фашизмом[26], используя анализ «политической грамматики», который разделяет схожие взгляды на связи между новым фашизмом и антиутопической экономикой, изложенные в анализах Жиру, Уэста, Хеджеса и Бадью. Ноам Хомский напротив использует термин авторитаризм.
2. ↑  Жиру отмечает, что «Трамп — не Гитлер в том смысле, что он не создавал концентрационных лагерей, не закрывал критически настроенные СМИ и не устраивал облавы на диссидентов; кроме того, Соединённые Штаты в нынешний исторический момент — не Веймарская республика»[27]. Тариццо пишет, что и палеофашизм, и новый фашизм подрывают основы современной демократии, но новая форма фашизма «делает этого, не абсолютизируя народный суверенитет в ущерб индивидуальным правам. Новый фашизм прославляет наши свободы и абсолютизирует права человека за счёт нашего чувства принадлежности к социально-политическому сообществу»[20].
3. ↑  Подробный обзор и критику использования термина "фашист" для описания Трампа по состоянию на конец 2017 года см. в заключительной главе книги Fascism Old and New Карла Боггса.
4. ↑  По Хокшилд, глубокая история — это эмоциональная правда людей об окружающем мире. Она пишет: «Одним из примеров того, как продвигается глубокая история, является Fox News. Правая новостная сеть сильно формирует эмоциональный мир своих зрителей, предоставляя им глубокую историю или мастерское повествование о мире, в котором они являются смелыми, правильно мыслящими героями, отбивающимися от сил либерализма, секуляризма и политкорректности. Возможно, это подтверждает эмоциональную ориентацию зрителей, их представления о том, что правильно и неправильно, что важно, а что не заслуживает внимания».
5. ↑  Термин нормативная угроза относится к восприятию того, что диапазон поведения и взглядов, допускаемых в обществе, слишком широк, чтобы общество могло продолжать существовать в форме, с которой человек может себя идентифицировать. Кратко говоря, нормативная угроза переживается как моральное или культурное отчуждение от группы, с которой человек себя идентифицирует.
6. ↑  7 октября 2016 года, за месяц до президентских выборов в США, The Washington Post опубликовало видео и сопроводительную статью о том, как нынешний кандидат в президенты Дональд Трамп и телеведущий Билли Буш вели «чрезвычайно непристойный разговор о женщинах» в 2005 году. Трамп и Буш ехал в автобусе, чтобы снять эпизод шоу «Доступ в Голливуд». В видео Трамп описал свою попытку соблазнить замужнюю женщину и намекнул, что может начать целовать женщину, с которой он и Буш собирались встретиться. Он добавил: «Я даже не жду. А когда ты звезда, тебе это позволяют. Ты можешь делать что угодно. … Хватай их за киску»[93]. Комментаторы и юристы охарактеризовали такое действие как сексуальное насилие[94].
7. ↑  Цифра в 88% основана на сообщении CBS News о том, что по состоянию на 16 апреля 2021 года 45 из 370 арестованных были женщинами.[99]
8. ↑  Хэштег плаката «#WWG1WGA» расшифровывается как девиз QAnon «куда идёт один, туда идём мы все»
9. ↑  В сценической конструкции Трампа (представляющей персонажей и обстановку, изображающую проблему) используются чёрно-белые термины, такие как «полностью», «абсолютно», «каждый», «полностью» и «навсегда», чтобы описать злонамеренные силы или грядущую победу. Джон Керри — «полная катастрофа», а Obamacare «навсегда разрушит американскую систему здравоохранения»; Кеннет Бёрк назвал эту постановку «всё или ничего» характерной для «бурлескной» риторики. Вместо мира, включающего множество сложных ситуаций, требующих дифференцированных решений, приемлемых для множества заинтересованных групп, для агитатора мир представляет собой простую сцену, населённую двумя непримиримыми группами, а драматическое действие предполагает принятие решений с простым выбором "или-или". Поскольку все игроки и проблемы расписаны в чёрно-белых тонах, нет никакой возможности выработать общее решение.
10. ↑  Мера является усовершенствованием авторитарной теории личности, опубликованной в 1950 году исследователями Теодором В. Адорно, Эльзой Френкель-Брунсвик, Дэниелом Левинсоном и Невиттом Сэнфордом. Несмотря на свое название, RWA измеряет предрасположенность к авторитаризму независимо от политической ориентации.